# Mikoyan-Gurevich MiG-21
El Mikoyán-Gurévich MiG-21 (en ruso: МиГ-21, designación OTAN: Fishbed) es un caza interceptor supersónico con capacidad limitada de ataque a tierra diseñado por la Oficina de Diseño Mikoyán y Gurévich de la Unión Soviética entre los años 1955 y 1958. Era comúnmente conocido por los pilotos soviéticos como Balalaika por su similitud con el instrumento musical homónimo, y por los pilotos polacos como lápiz por la forma de su fuselaje.
Durante todo el período de su construcción fue objeto de más de treinta modificaciones y modernizaciones, además de servir de base para el desarrollo de los cazas chinos Chengdu J-7 y Shenyang J-8. Las versiones iniciales se consideran como aeronaves de segunda generación, mientras que las finales son consideradas como de tercera generación. Es considerado como uno de los cazas más exitosos de la historia, pues ha prestado servicio en las fuerzas aéreas de unos cincuenta países y en la actualidad todavía se mantiene activo en muchas de ellas. El MiG-21 posee varios récords de velocidad de aviación, logrados en los años 1950 y 1960. Es el caza supersónico con mayor cantidad de ejemplares producidos en la historia, el avión de combate más producido después de la guerra de Corea, así como el producido por el período más largo, durante el transcurso de 26 años.
El caza ha sido empleado en multitud de conflictos armados, mucho más que cualquier otro reactor de combate. Entre ellos en los conflictos árabe-israelíes, la guerra de Vietnam, la guerra indo-pakistaní de 1971, la guerra de Ogaden, la guerra de Angola y la guerra de Kargil entre otros. El MiG-21 es actor del primer combate aéreo entre aeronaves supersónicas en la historia, saliendo victorioso del encuentro.
A pesar de que el modelo original del MiG-21 tiene más de 50 años de antigüedad y que las últimas variantes producidas ya pasen de los 25 años en servicio, las fuerzas aéreas de muchos países continúan empleándolo. Tal es el caso de países como la India y Rumanía, que mediante trabajos de modernización han incorporado al mismo aviónica avanzada para ponerlo a la par de las aeronaves de cuarta generación. La Fuerza Aérea de Rumanía opera con el MiG-21 Lancer, versión modernizada en cooperación con la empresa israelí Elbit, y la Fuerza Aérea de la India usa el MiG-21-93, modernizado con la cooperación de la propia Oficina de Diseños RSK MiG. Ambos países consideran que se mantendrán en servicio hasta los años 2020 o 2025. Igualmente, países como Egipto, a pesar de que cuentan con aeronaves más modernas como el Lockheed Martin F-16 Fighting Falcon, consideran mantener el MiG-21 en servicio en su fuerza aérea todavía por un buen tiempo.

## Desarrollo

### Origen

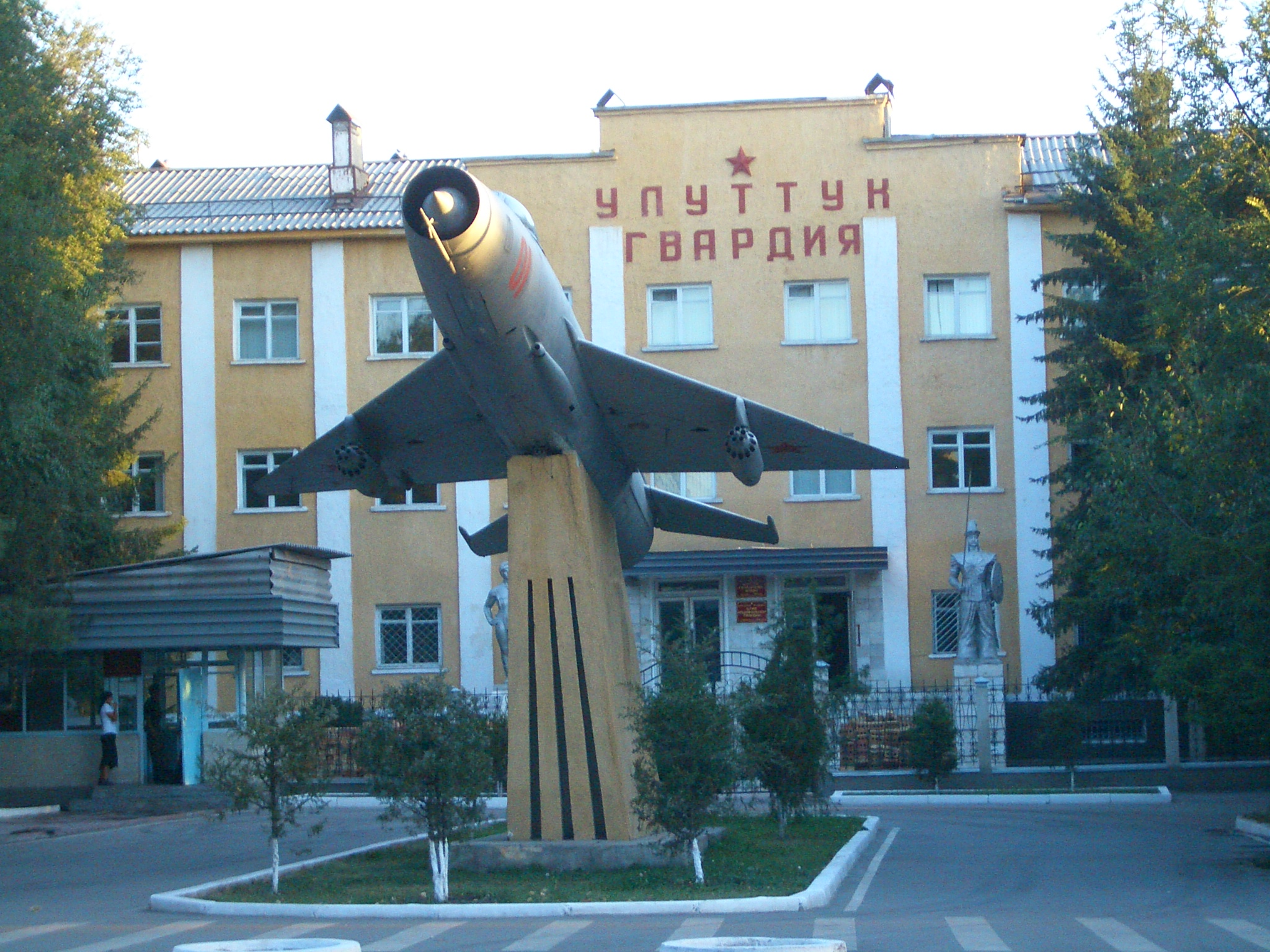
Variante inicial MiG-21F.

En 1954, la Oficina de Diseños de Mikoyán-Gurevich comenzó las pruebas con el prototipo de nombre-código SM-12, el cual consistía en la modificación de un caza MiG-19. La variación se identificaba por el hecho de que la sección de los canales de entrada de aire al motor en la nariz del avión no presentaba el tradicional tabique divisor fijo, sino que fue incorporado al mismo un cono de posición variable que permitía el control de la velocidad del flujo de aire y de las ondas de choque supersónicas a la entrada del motor. Como resultado de esta modificación la velocidad máxima se incrementó en 500 km/h, alcanzando los 1930 km/h.
Basado en la experimentación con el modelo SM-12, se comenzó un estudio preliminar para crear un nuevo caza con el sistema variable de la sección de entrada de aire al motor; de este estudio resultó el prototipo E-1, que fue cancelado con el propósito de mejorarlo con un motor mucho más potente, lo que da como resultado el prototipo E-2. En 1955, en paralelo al desarrollo del E-2 de alas en flecha, se iniciaron las pruebas con el primer prototipo con alas triangulares, el E-4. Estos aviones realizaron los vuelos simultáneamente con el objetivo de establecer cual de ambos diseños era el más indicado y poseía un desempeño mayor, aunque en un principio, ambos prototipos se mantenían a la par y a los diseñadores les costaba tomar una decisión.

### El triángulo o la flecha
En una de las pruebas del prototipo E-4 los pilotos Vladimir Nefiodov y Gregori Siedov registran el estremecimiento de la aeronave en determinados regímenes de vuelo. Después de las investigaciones se llegó a la conclusión de que las alas eran las culpables de dichos estremecimientos, en específico sus extremos, que en el E-4 formaban un triángulo completo. Por lo cual se decidió recortar dichos extremos, así surge el ala de bordes recortados que se utilizó en todas las variantes del MiG-21. Como resultado de que entonces se trabajaba de modo imperativo, el ingeniero a cargo del prototipo E-4, Bano A. Mikoyán, sin esperar la documentación ni que el trabajo fuera realizado en los talleres, tomó las medidas correspondientes y las cortó con una sierra.
El diseño del ala triangular correspondió en gran medida al diseñador Yákov Selevsky. Las pruebas en el túnel aerodinámico dieron como resultado que el valor de 57 grados de flechado seleccionado por él constituían el valor óptimo.
Como resultado de las intensas pruebas a que fueron sometidos los prototipos, el litigio entre el triángulo y la flecha se resuelve a favor del primero. Esto se justifica por la necesidad de la elevada velocidad máxima y la maniobrabilidad a velocidades cercanas a la supersónica, donde el esquema triangular posee ventajas reconocidas. El Mikoyan-Gurevich E-4 voló por primera vez el 16 de julio de 1955, y realizó su primera aparición pública durante el Día de la Aviación Soviética en el Aeródromo Túshino, Moscú, en julio de 1956.

### Interceptores basados en el prototipo E-2
En base el prototipo E-2 se construyó toda una serie de interceptores con la denominación S-50 con aceleradores cohete de combustible líquido en combinación con el motor turborreactor. El primer prototipo del S-50 se destruyó durante el aterrizaje sin provocar víctimas. Las pruebas con el segundo prototipo fueron más exitosas cuando, pilotado por Valentín S. Vashin, alcanzó la velocidad de 2470 km/h y la altura de 25 600 m, a finales de la década de 1950. Todo indicaba que existía la posibilidad de la construcción en serie del modelo S-50, pero una vez más los motores cohete mostraron su lado pérfido cuando en uno de los vuelos a gran velocidad y altura se incendió la parte trasera de la aeronave y en el intento de eyección pereció el piloto Nikolai A. Korovin. A pesar de que la Defensa Antiaérea Soviética había ordenado una producción de 20 aparatos, como consecuencia de este accidente se cancela la orden.

### El MiG-21

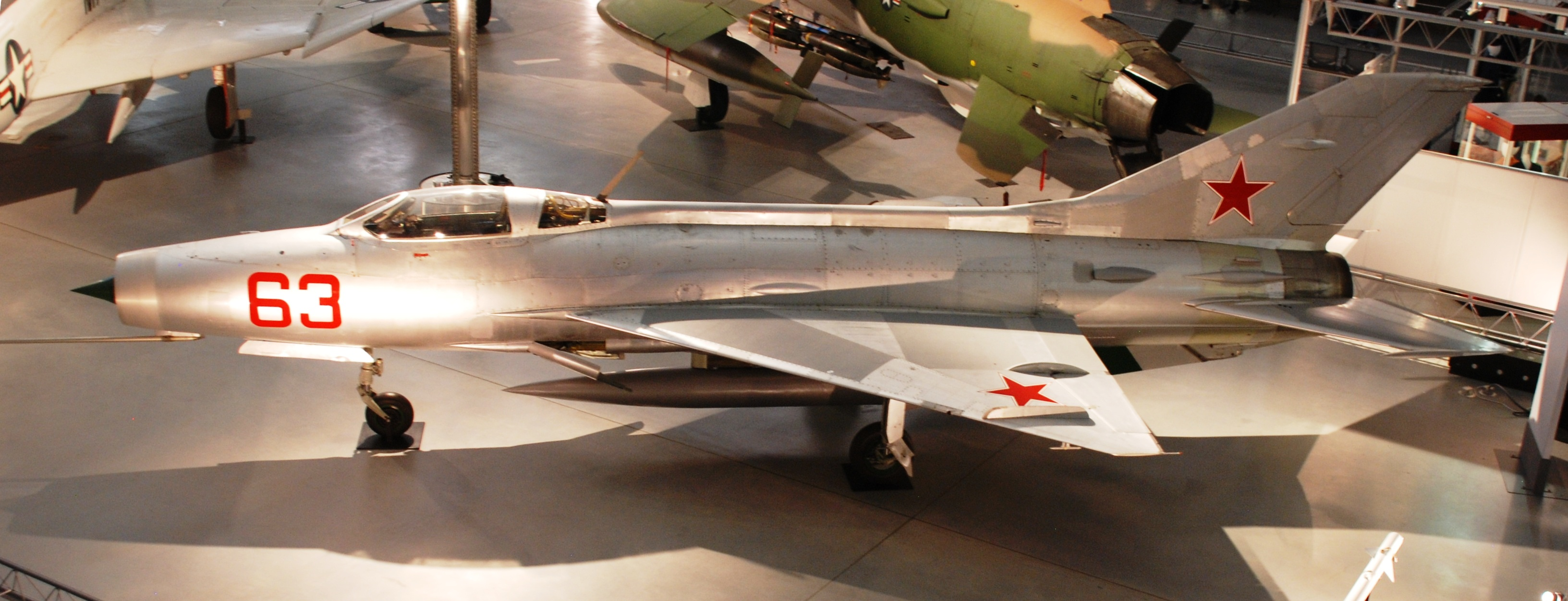
MiG-21F-13.

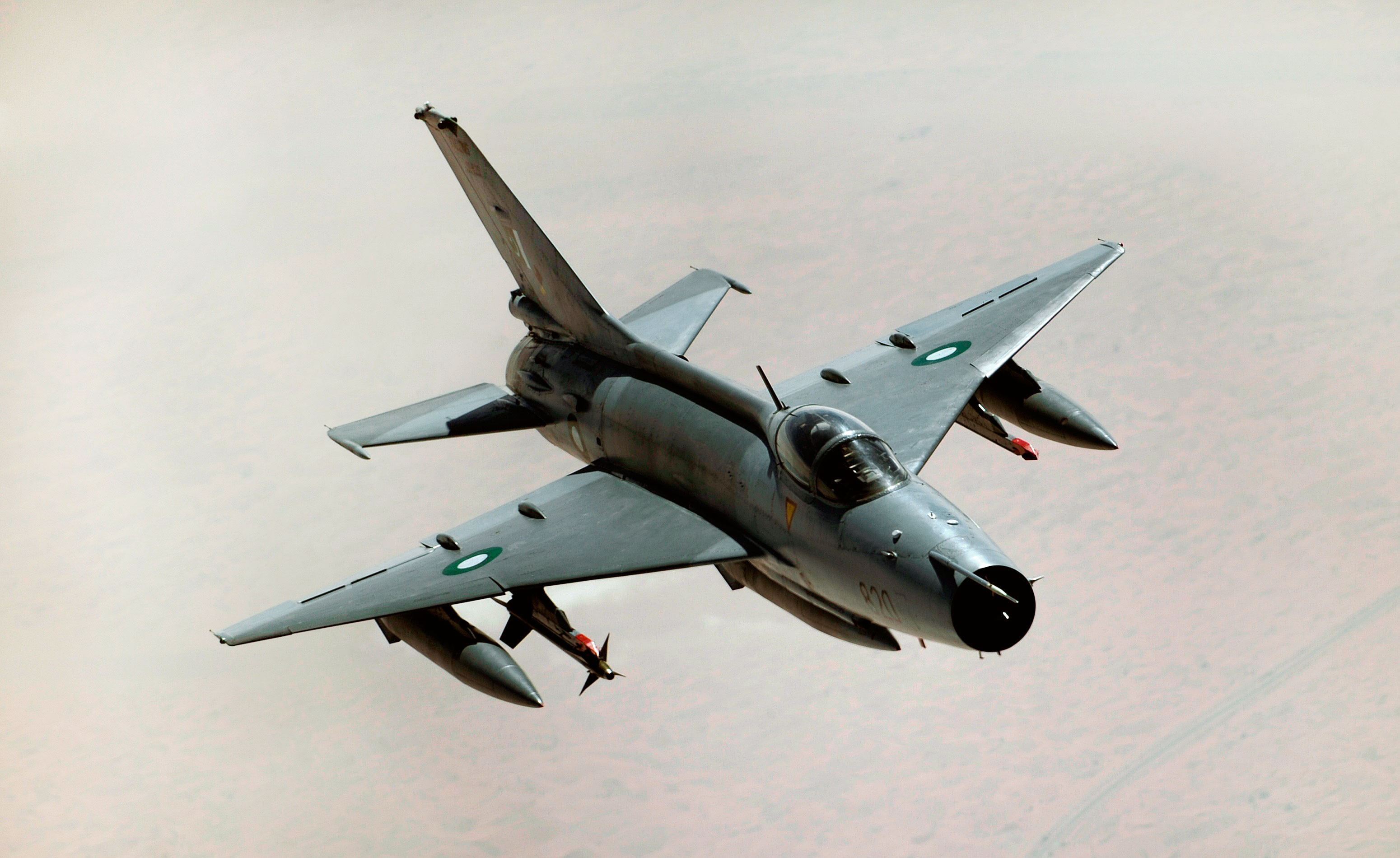
El caza Chengdu J-7 basado en el MiG-21F-13.

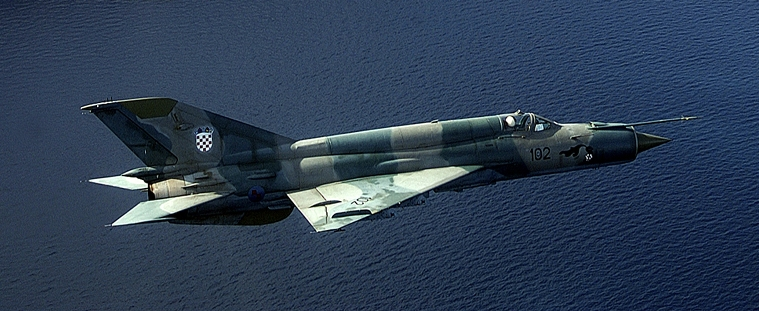
Variante final MiG-21BIS.

El MiG-21 fue el primer caza soviético que combinaba las características de caza e interceptor en un solo modelo. Era un caza ligero capaz de alcanzar una velocidad de Mach 2 con un motor no tan potente y por lo tanto resultaba comparable con los cazas F-104 Starfighter y F-5 Freedom Fighter de los Estados Unidos, y con el Mirage III de Francia. Su diseño básico fue usado posteriormente para el desarrollo de otros cazas que incluyeron el interceptor Sujói Su-9 y los prototipos E-150 e E-166 de Mikoyan-Gurevich, así mismo compartió su forma de fuselaje el caza Su-7 con alas en flecha y el interceptor experimental Mikoyan-Gurevich I-75. Sin embargo, el diseño característico con un cono de choque confinado en el canal de entrada frontal no fue muy empleado mundialmente al tener la deficiencia de contar con muy poco espacio para la instalación de equipos de radar más potentes y mejorados.
Como muchos aviones diseñados como interceptores, el MiG-21 contaba con poca autonomía de vuelo. En un principio presentó un problema de diseño donde el centro de gravedad se movía hacia atrás una vez que dos tercios del combustible eran consumidos. Esto tenía como consecuencia que el avión se volviera inestable y terminó confiriéndole un tiempo de vuelo de solo 45 minutos sin tanques de combustible auxiliares. La poca autonomía de vuelo de las variantes “F”, “PF”, “S” y “M”, llevaron al desarrollo de la modificación “SMT”, que contaba con un aumento del alcance de vuelo en 250 km siendo la mejora la incorporación de un tanque dorsal (tanque No.7) de gran capacidad, que distingue esta versión de todas las demás, no obstante, esto también trajo como consecuencia que disminuyeran las prestaciones del mismo en techo de vuelo, régimen de ascenso y maniobrabilidad. Una nueva modificación del tanque dorsal definió a la última variante, el MiG-21BIS.
El ala en delta, siendo excelente para un interceptor de rápido ascenso, hace que cualquier combate de giros resulte en la rápida pérdida de velocidad. Sin embargo, el poco peso del caza permite un régimen de ascenso de 235 m/s en el MiG-21BIS con carga de combate completa, no muy lejos del desempeño del más moderno F-16A. Esto hace posible que un piloto bien calificado contando con misiles modernos tenga grandes posibilidades de éxito al enfrentarse a cazas contemporáneos. El MiG-21 fue reemplazado en el servicio activo por el caza de geometría variable MiG-23 en el rol de superioridad aérea y por el MiG-27 en las misiones de ataque a objetivos terrestres; no obstante, hasta la llegada del formidable MiG-29 al servicio activo, no fue retirado de las unidades de aviación de la Fuerza Aérea Soviética.
El MiG-21 fue ampliamente exportado y continúa su servicio en muchos países del globo. La disposición de la cola, en conjunción con el ala en delta, garantiza una buena estabilidad en los regímenes de vuelo extremos, aumentando la seguridad para pilotos de calificación media. Esta característica aumentó en gran medida su popularidad para la exportación. Varias compañías de Rusia, Israel y Rumanía han ofrecido la modernización de los cazas a los operadores del MiG-21, con el objetivo de adaptarlo a los estándares modernos en el caso de la aviónica y el armamento.

### Producción

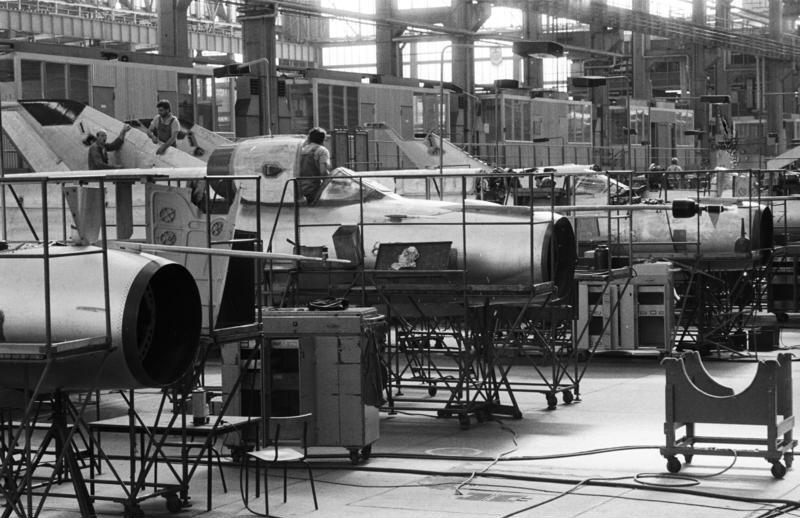
Línea de mantenimiento de los cazas MiG-21.

Un total de 10.645 unidades fueron construidas en la antigua Unión Soviética. Estas fueron construidas en tres fábricas: la GAZ 30 en Moscú (también conocida como Znamya Truda), la GAZ 21 en Gorki y la GAZ 31 (Tiflis). Los tipos varían según las fábricas, en Gorki se construían los cazas monoplazas para la Fuerza Aérea Soviética, en Moscú se construían para la exportación y en Tiflis los biplazas de entrenamiento para todo tipo de usuarios. Las excepciones eran que los MiG-21R y BIS, ambos se construían en Gorki, fuera para la exportación o para la URSS. En Tiflis fueron construidos 17 monoplazas del tipo “F” y “F-13”. El MiG-21MF se construyó inicialmente en Moscú y después en Gorki. Los números para cada fábrica son:
| Fábricas | F  | F-13 | PF  | PFL | PFS/PFM | R   | S/SN | SM  | SMT | MF  | BIS  | U   | US  | UM   | MT | Total |
| -------- | -- | ---- | --- | --- | ------- | --- | ---- | --- | --- | --- | ---- | --- | --- | ---- | -- | ----- |
| Gorki    | 83 | 513  | 525 | 233 | 944     | 448 | 145  | 349 | 281 | 231 | 2013 |     |     |      |    | 5765  |
| Moscú    |    |      |     |     |         |     |      |     |     |     |      |     |     |      | 15 | 3203  |
| Tiflis   | 17 |      |     |     |         |     |      |     |     |     |      | 181 | 347 | 1133 |    | 1678  |

En Moscú se construyeron todas las unidades de exportación y los MiG-21FL que no se construyeron por Hindustan Aeronautics Limited (HAL), todos los MiG-21M y todos los MiG-21MT.
Un total de 194 F-13 fueron construidos bajo licencia en Checoslovaquia y 657 por Hindustan Aeronautics Limited (HAL) en la India, 432 del tipo FL/M y 225 del tipo BIS.

## Diseño
Información basada en

### Ala
El MiG-21 tiene un ala en delta constituida por una estructura interna de largueros. El ángulo del borde de ataque del ala en relación con el fuselaje es de 57° con un perfil TsAGI S-12. El ángulo de incidencia es de 0º y el diedro es negativo de -2.º Los alerones tienen un área de 1,18 m² y los flaps de 1,87 m². El ala cuenta con cuchillas para contrarrestar el efecto de extremo. Está diseñada para ser una estructura super-rígida con una gran viga de puntal, siendo este el método para evitar el fenómeno de flameo. En los extremos externos de estas vigas de puntal están ubicados los nudos de giro y soporte de los trenes principales, cuyos vástagos se repliegan en un compartimiento bajo el ala. En el ala están presentes cuatro tanques de combustible (dos por semiala) y los balones del sistema neumático.
Los flaps son del tipo flotante y emplean el sistema de soplado artificial de la capa límite (SPS), mediante un conducto que sale de la última etapa del compresor del motor y baña la superficie superior de los mismos, haciendo posible la reducción de la velocidad en el aterrizaje al retardar el gradiente adverso de presiones sobre los flaps en su posición de aterrizaje, un sistema similar al del caza F-104 Starfighter. La presión de aire del sistema SPS debe ser regulada por un mecanismo automático que tiene sensores en los conductos de salida, esta presión se basa en las revoluciones del compresor y la posición de la palanca de mando del motor, esto es necesario porque de ser diferentes estas presiones, causarían que el caza se invirtiera en un momento tan crítico como lo es el aterrizaje.
Los alerones pueden ser movidos por el sistema hidráulico o directamente en caso de emergencia por la fuerza del piloto, el cual tiene un interruptor en la cabina para este propósito. Para facilitar el gobierno de los mandos sin la ayuda del sistema hidráulico, frente a los alerones hay mecanismos desestabilizadores, que son como obstáculos que turbulizan el aire aumentando la efectividad de los alerones y facilitando su movimiento. En el ala hay ubicados cuatro soportes universales para la fijación de armamento, en los externos pueden ser colgados tanques auxiliares de combustible. En los soportes universales se pueden montar vigas múltiples para misiles y bombas. En el ala están ubicadas las antenas del radioaltímetro y del receptor de alerta radar (RWR) frontal.
La variante construida en China, el Chengdu J-7, posee un ala en delta doble y mecanismos de sustentación (pre-flaps) en los bordes de ataque, lo que le confiere una mayor maniobrabilidad que el modelo original.

### Fuselaje

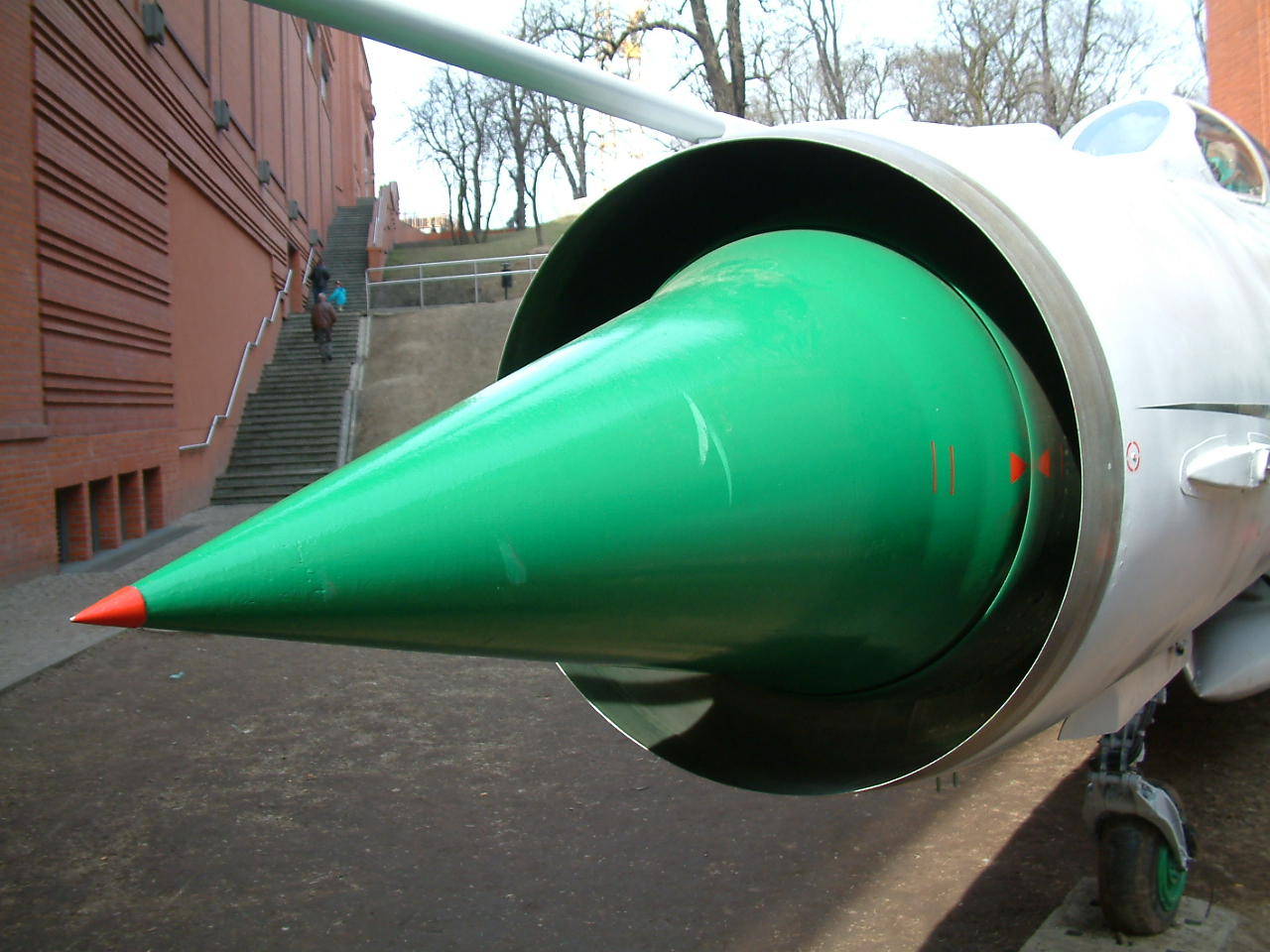
Cono frontal del MiG-21, que según la velocidad de vuelo, varía su posición regulando la velocidad del aire en el canal de entrada. Dentro del mismo se encuentra la antena del radar.

El fuselaje es del tipo semi-monocasco, tubular, con perfil elíptico, siendo el ancho de 1,24 m. Está dividido en dos secciones, la delantera, que recibe la denominación F1 y la trasera o F2. Estas dos secciones se separan para el cambio de motor y para los trabajos de mantenimiento. En la delantera se encuentran el ala, los trenes de aterrizaje, la cabina, los tanques de combustible y el motor; por otro lado en la trasera se encuentran la cola, el tubo alargador de salida de los gases, la tobera, el paracaídas de frenado y la quilla aerodinámica. La aviónica del avión se encuentra distribuida entre ambas partes.
El aire que llega al motor es regulado por un cono presente al comienzo del canal de entrada según la velocidad de vuelo, de esta manera se garantiza el funcionamiento estable del motor para cualquier régimen de vuelo y se impide la aparición de fenómenos no deseados como el pompaje o el zumbido, así como desplazar las ondas de choque a velocidades supersónicas fuera del canal de entrada.
En las versiones F-13 así como en todos los biplazas de entrenamiento (versiones U y UM) este cono es de tres posiciones. En las velocidades hasta el Mach 1,5 está completamente adentro, en las velocidades entre Mach 1,5 y 1,9, se encuentra en la posición intermedia y en las velocidades superiores al Mach 1,9 está completamente fuera. A partir de la variante “PF” hasta la “BIS” la posición se adapta a la velocidad por medio de un sistema de regulación automática que mide la presión del aire al comienzo y al final del compresor del motor. A ambos lados del fuselaje, en la posición media antes de la cabina hay dos aberturas que se emplean para suministrar una mayor cantidad de aire y evitar el pompaje en maniobras bruscas o con grandes ángulos de ataque, las cuales son controladas por el sistema de regulación del cono. Igualmente existen otras dos en la posición baja del fuselaje en la zona tras la cabina las cuales son libres y suministran aire durante el carreteo y el despegue del avión.
Las primeras variantes del caza tenían el tubo Pitot en la parte inferior de la nariz, y era posible plegarlo hacia arriba para transportar el caza hacia los refugios o hangares. A partir de la variante “P” el tubo Pitot pasó a la parte superior de la nariz, estando fijo en esta posición. Las variantes “P”y “PF” lo tienen en la parte central superior de la nariz, mientras que las finales SMT, MF y BIS lo tienen en la parte superior derecha. En el tubo Pitot hay cuatro aletas libres que son las encargadas de brindar la información de resbalamiento y cabeceo al piloto automático. La aleta que brinda esta información a los instrumentos de la cabina está ubicada en el fuselaje a la izquierda bajo la cabina.
En el fuselaje están presentes seis tanques de combustible. Bajo el mismo existe un soporte o pilón que se emplea para la incorporación de un tanque auxiliar externo o de instrumentos de exploración, como cámaras o antenas de radiolocalización. Este soporte no monta armamento. Integrado en el fuselaje, está presente también la instalación del cañón NR-30 en el caso de la variante F-13 o del GsH-23L-2 a partir de la variante “M”. En el fuselaje se repliegan las ruedas de los trenes principales, el tren de nariz se repliega en un compartimiento delante de la cabina. Es posible acoplar al fuselaje dispositivos de ayuda para el despegue, estos son motores cohete del tipo JATO, cuya denominación es: SPRD, que reducen la carrera de despegue en caso de emergencias. Bajo el fuselaje en la parte trasera hay una quilla aerodinámica que aumenta la estabilidad horizontal del caza. En la barriga del avión hay tres aerofrenos, dos al frente y uno más atrás; los frontales tienen un área de 0,76 m² y un ángulo de deflexión de 35.º, mientras que el aerofreno trasero tiene un área de 0,46 m², y el mismo, a pesar de ser menor, tiene agujeros por cuestiones de estabilidad. El empleo de este aerofreno es bloqueado si existe la presencia de un tanque auxiliar de combustible acoplado al soporte central del fuselaje. Detrás de los aerofrenos delanteros están los nichos de las ruedas del tren principal.
Las variantes modernizadas (MiG-21 Lancer y MiG-21-93) cuentan con modificaciones al cono de nariz para la incorporación de radares más avanzados, así como la posibilidad de portar armamento en el soporte central. Como contramedidas, incorporan bloques de lanzamiento de bengalas y lluvia de partículas de plata (chaff).

### Cabina
La cabina está presurizada y acondicionada. La cúpula, hasta la variante “PFM”, abría mediante una bisagra en el frente de la cabina. Durante la eyección el asiento SK-1 conectaba con la cúpula conformando una cápsula que protegía al piloto del flujo de aire, la cúpula posteriormente se desprendía para la abertura del paracaídas. El sistema fue desechado después de accidentes en eyecciones a bajas alturas, donde se comprobó que la cúpula tardaba mucho en separarse del asiento. A partir de la versión «PFM», la cúpula se abre hacia el lado por bisagras ubicadas a la derecha de la cabina. La cúpula consta de un panel frontal(visera) de tres piezas que está fijo al fuselaje y el panel móvil de una sola pieza con un periscopio acoplado a su parte superior para la visión trasera. El MiG-21-93 tiene su cúpula completamente rediseñada, contando con un panel frontal o visera de una sola pieza.
El asiento fue modernizado al KM-1 y posteriormente al KM-1M, presente en la variante «BIS», que mejoró la seguridad, posibilitando la eyección en márgenes mucho más amplios (H=0 V=147–1200 km/h). El MiG-21-93 tiene instalado el asiento eyectable «zero-zero» del tipo Zveda K-36DM, el mismo presente en los MiG-29 y Su-27.
La cabina en todas las versiones originales está dominada por indicadores analógicos, propios de los cazas de la época, por lo que necesita una mayor atención por parte del piloto del funcionamiento del motor y de los sistemas del avión. Para la puntería y el tiro cuenta con una mira electro-óptica del tipo ASP en sus diferentes modificaciones y con una pantalla de tubo de rayos catódicos (CRT) que muestra la información del radar.
En las variantes modernizadas (MiG-21 Lancer y MiG-21-93), a la cabina se han incorporado pantallas de cristal líquido (LCD) y la mira ha sido reemplazada por una moderna pantalla de visualización frontal HUD. Así mismo han incorporado el sistema de control del tipo HOTAS.

### Conjunto de cola
La cola del MiG-21 se divide en el estabilizador vertical con timón, los estabilizadores horizontales completamente móviles y una aleta en el fondo del fuselaje para mejorar el control por resbalamiento. El estabilizador vertical tiene un ángulo de flechado de 60°, un área de 5,32 m² (en versiones iniciales de 3,8 m²). Los planos horizontales tienen un ángulo de flechado de 57° y un área de 3,94 m², la envergadura es de 2,6 m. Estos tienen unos contrapesos en los extremos para evitar el fenómeno del aleteo o flameo. En el estabilizador vertical se encuentran las antenas traseras del sistema del receptor de alerta de radar (RWR), las antenas de comunicaciones, parte del identificador amigo-enemigo (IFF) y las antenas del transpondedor para el control de tráfico aéreo. Bajo el mismo está el carenado aerodinámico que guarda el paracaídas de frenado para aterrizajes cortos.

### Tren de aterrizaje
El tren de aterrizaje es del tipo triciclo con apoyo delantero. La ruedas del tren principal eran de 800×600 mm hasta la variante “P” con ruedas de 660×200 mm. Las ruedas del tren principal se repliegan en el fuselaje después de rotar 87.º El tren de nariz se repliega en la parte delantera del fuselaje bajo el radar. La distancia entre ejes del tren es de 4,71 m, y el ancho de vía es de 2,69 m. El tren de nariz cuenta con una sola rueda y no posee mecanismo de giro para rodar por las pistas, el cual se realiza por el frenado diferencial de las ruedas del tren principal. En caso de fallo del sistema hidráulico los trenes pueden ser lanzados en emergencia mediante el sistema neumático. El tren delantero en caso de emergencia es liberado de los seguros por medio de un mecanismo de cables, entonces cae por gravedad y se fija.
Para evitar el derrape de las gomas de los trenes, el avión cuenta con un sistema antibloqueo de frenos automático similar al ABS de los automóviles, con sensores que detectan el derrape de cualquiera de las ruedas. En este caso el mando de frenado es anulado y se activa nuevamente una vez comprobado que las ruedas giran libremente. La rueda delantera puede ser frenada en dependencia de la decisión del piloto por un selector en la cabina.
Como es habitual en los aviones soviéticos, el MiG-21 cuenta con un paracaídas de frenado para reducir la carrera en el aterrizaje, ubicado en un carenado aerodinámico bajo el estabilizador vertical. Los rusos consideran que este paracaídas forma parte del sistema de los trenes de aterrizaje, al ser un dispositivo empleado como método de frenado en combinación con los mismos. Su uso no es obligatorio en el aterrizaje. Funciona mediante el sistema neumático del caza.

### Motores

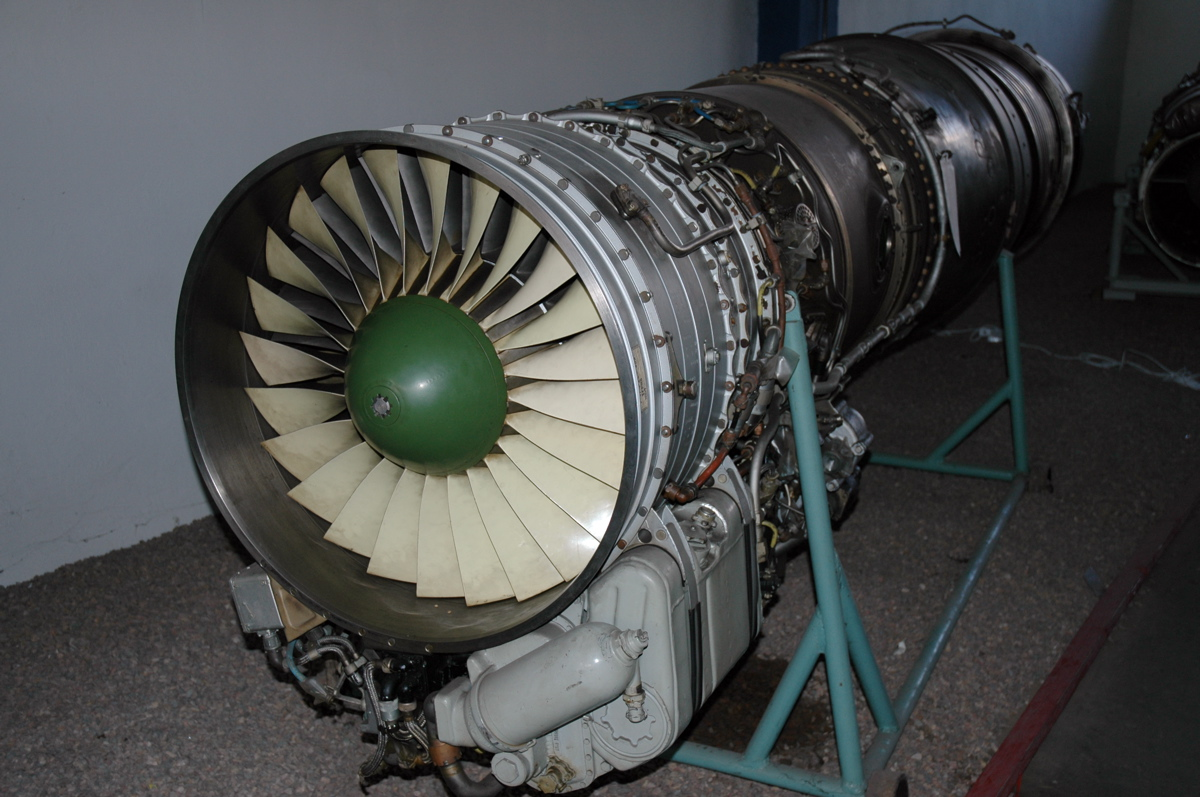
Turborreactor Tumansky R-11.

Los motores del MiG-21 fueron diversos en dependencia de las variantes con el paso de los años. Cada uno de los nuevos motores instalados posteriormente son mejoras y modernizaciones del primero, el Tumansky R-11, un motor turborreactor de flujo axial con postquemador.
Para propulsar la primera variante producida en serie, el MiG-21F-13, fue escogido el Tumansky R-11F-300, que ofrecía un empuje de 38,3 kN (3900 kgf) en régimen máximo y de 56,5 kN (5760 kgf) en el régimen de postcombustión. A partir de la variante MiG-21PF se instaló la modificación R-11F2-300 que aumentaba el empuje en régimen máximo a 38,8 kN (3955 kgf) y a 60 kN (6120 kgf) en postcombustión. Las variantes MiG-21R, MiG-21MF y MiG-21SMT estaban propulsados por los R-13-300 con un empuje de 39,9 kN (4070 kgf) en régimen máximo y de 63,7 kN (6500 kgf) en postcombustión.
A partir de la variante MiG-21BIS, los MiG-21 fueron equipados con el Tumansky R-25-300, la modificación final del R-11. Este motor traía consigo una buena serie de mejoras, entre ellas un nuevo diseño del compresor y de las cámaras de combustión y postcombustión que permitía una mejor compresión del flujo de aire y la incorporación de dos regímenes de postcombustión, además se empleó una mayor cantidad de titanio en la estructura del mismo. Sin embargo, la característica más sobresaliente del R-25 es que incorporaba un nuevo régimen de postcombustión conocido como «Forzaje Extraordinario», que era el resultado de la incorporación de una nueva bomba de combustible. Este régimen de forzado solo es posible emplearlo por debajo de los 4000 metros de altura y le da al avión un empuje máximo de 97,1 kN (9900 kgf). El uso de dicho forzamiento está limitado a solo 3 minutos en una emergencia de combate real y está bloqueado por los operadores del MiG-21 en tiempo de paz, ya que reduce grandemente la vida útil del motor. No obstante el uso de dicho régimen hace posible que el MiG-21 pueda superar a cazas como el Lockheed Martin F-16 Fighting Falcon en la trepada. El empuje de este motor en régimen máximo es de 40,2 kN (4100 kgf) y de 69,6 kN (7100 kgf) en el régimen de postcombustión normal. Por otra parte, todas las variantes de entrenamiento bliplazas están equipadas con el motor R-11F2-300.
Los cazas modernizados MiG-21-93 y MiG-21 Lancer C cuentan con el motor Tumansky R-25-300. El prototipo MiG-21-97 está siendo probado con el motor RD-33 de los cazas MiG-29.

### Aviónica (MiG-21BIS, artículo A,PVO)
El caza MiG-21BIS cuenta con el radar de exploración y control de tiro del tipo RP-22M (en ruso: PП-22M), que tiene un alcance de exploración de 30 kilómetros. El mismo cuenta con modos para resistir la interferencia, sea la generada por el enemigo o por la atmósfera. Solo puede realizar captura a un solo objetivo. Es empleado para la indicación de los blancos a los misiles aire-aire de corto alcance R-13M (guiado por infrarrojos), R-3R (guiado por radar semiactivo) y R-60M (infrarrojos). El caza, al poseer una capacidad limitada de ataque a tierra, cuenta con computadores del punto de impacto para las armas de caída libre y los cohetes no guiados.
El piloto automático del tipo AP-155 (en ruso: AП-155) permite el mantenimiento del régimen de vuelo establecido contrarrestando las perturbaciones externas, y es capaz de regresar el caza al vuelo horizontal sea cual sea la posición angular respecto al suelo de este, más conocido como el «botón del pánico».
El caza está equipado con el sistema de navegación inercial RSBN (en ruso: PCBH) y por Radiogoniometría (ADF) del tipo ARK-10 (en ruso: APK-10), igualmente posee el sistema de intercepción Lazur (en ruso: ЛAЗYP), este sistema es capaz de dirigir automáticamente al avión en la dirección del objetivo aéreo y brinda al piloto por medio de radio-enlace, la información de altura y velocidad del mismo, este sistema recibe todos estos datos de instalaciones de radar terrestres especializadas.
Para las comunicaciones de radio emplea el multicanal y multifrecuencia RSIU-5V. Así mismo cuenta con el identificador amigo-enemigo (IFF) SRZO-2M (en ruso: CP3O-2M) y con el transpondedor para el control de tráfico aéreo (ATC) SOD-57M (en ruso: COД-57). Para la defensa contra amenazas externas tiene el receptor de alerta radar (RWR) del tipo SPO-10 (en ruso: CПO-10). Para la grabación y análisis de los parámetros de vuelo (caja negra) cuenta con el sistema SARPV-12.

## Variantes

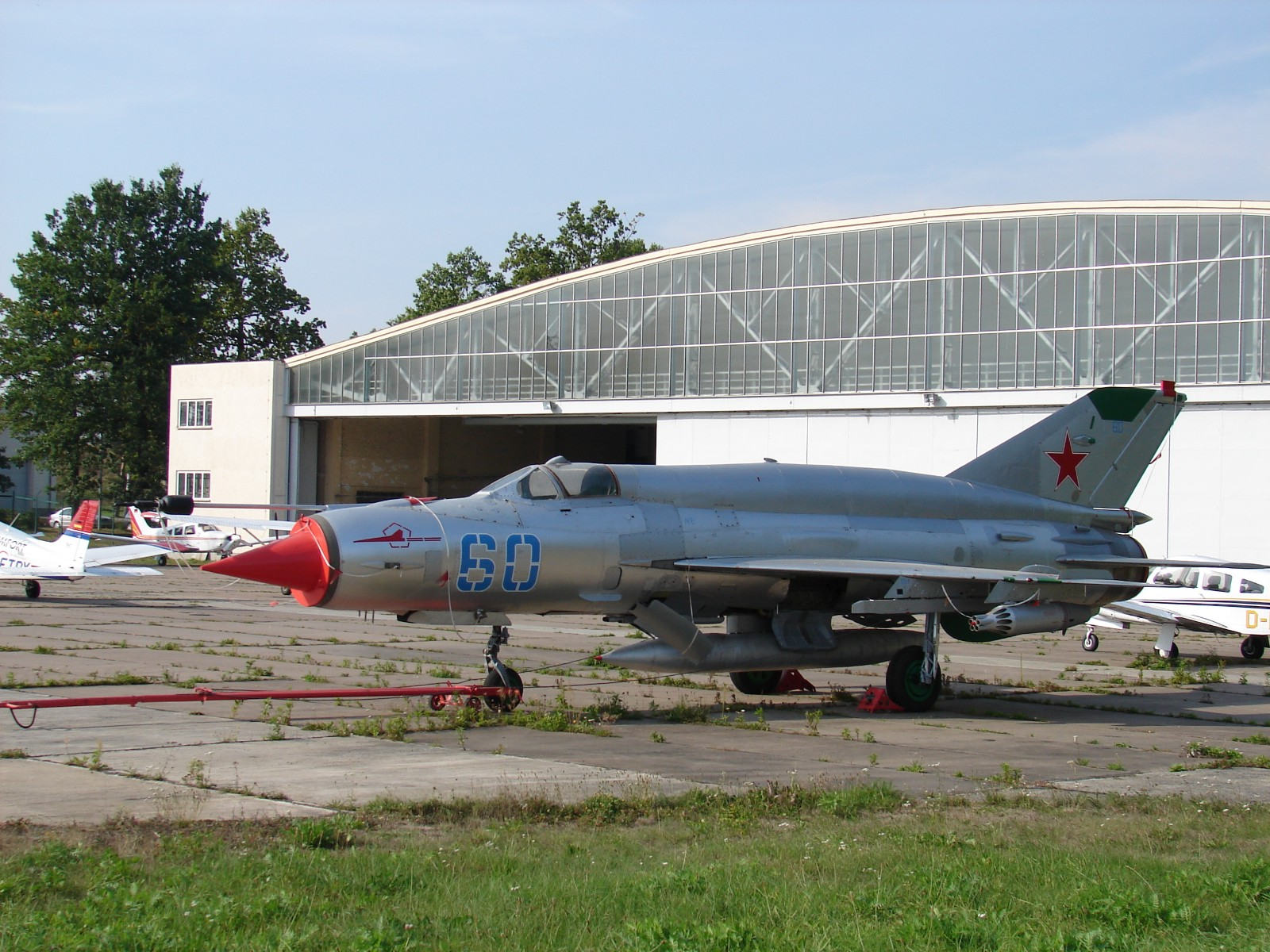
MiG-21SMT.

MiG-21BIS.

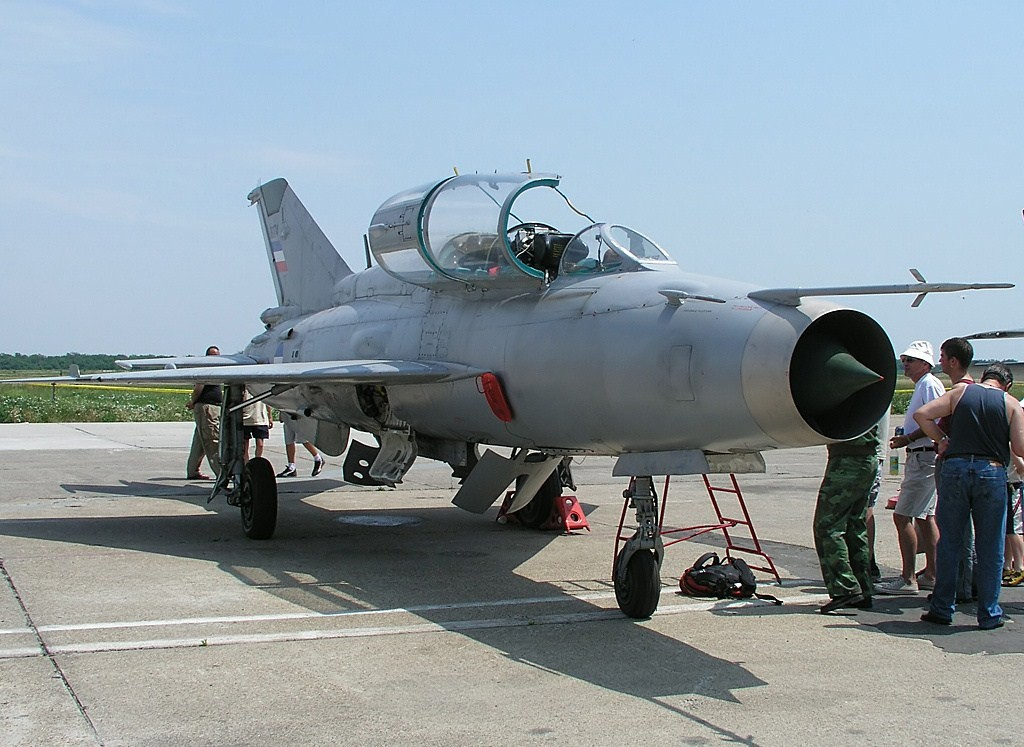
Entrenador biplaza MiG-21UM.

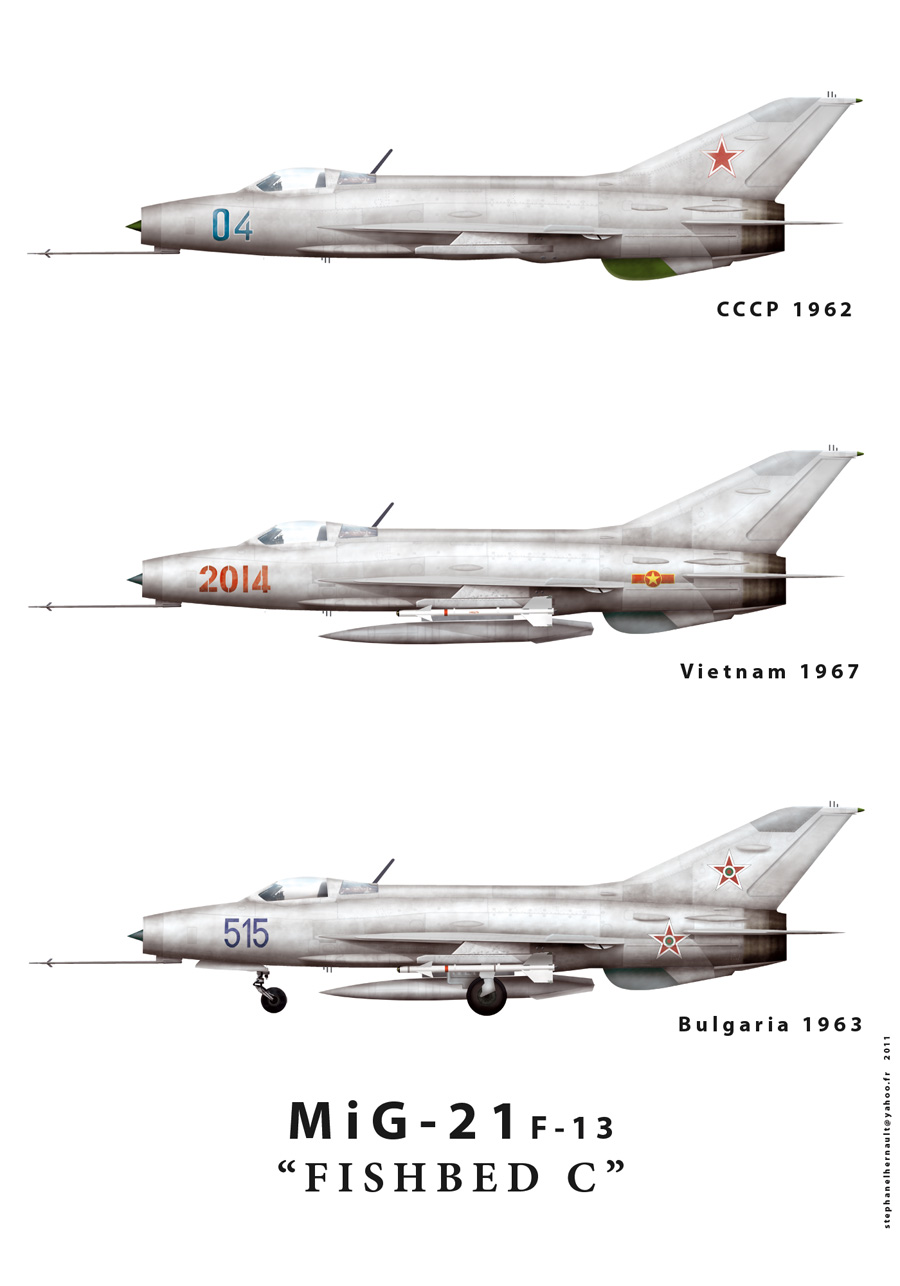
MiG-21F13
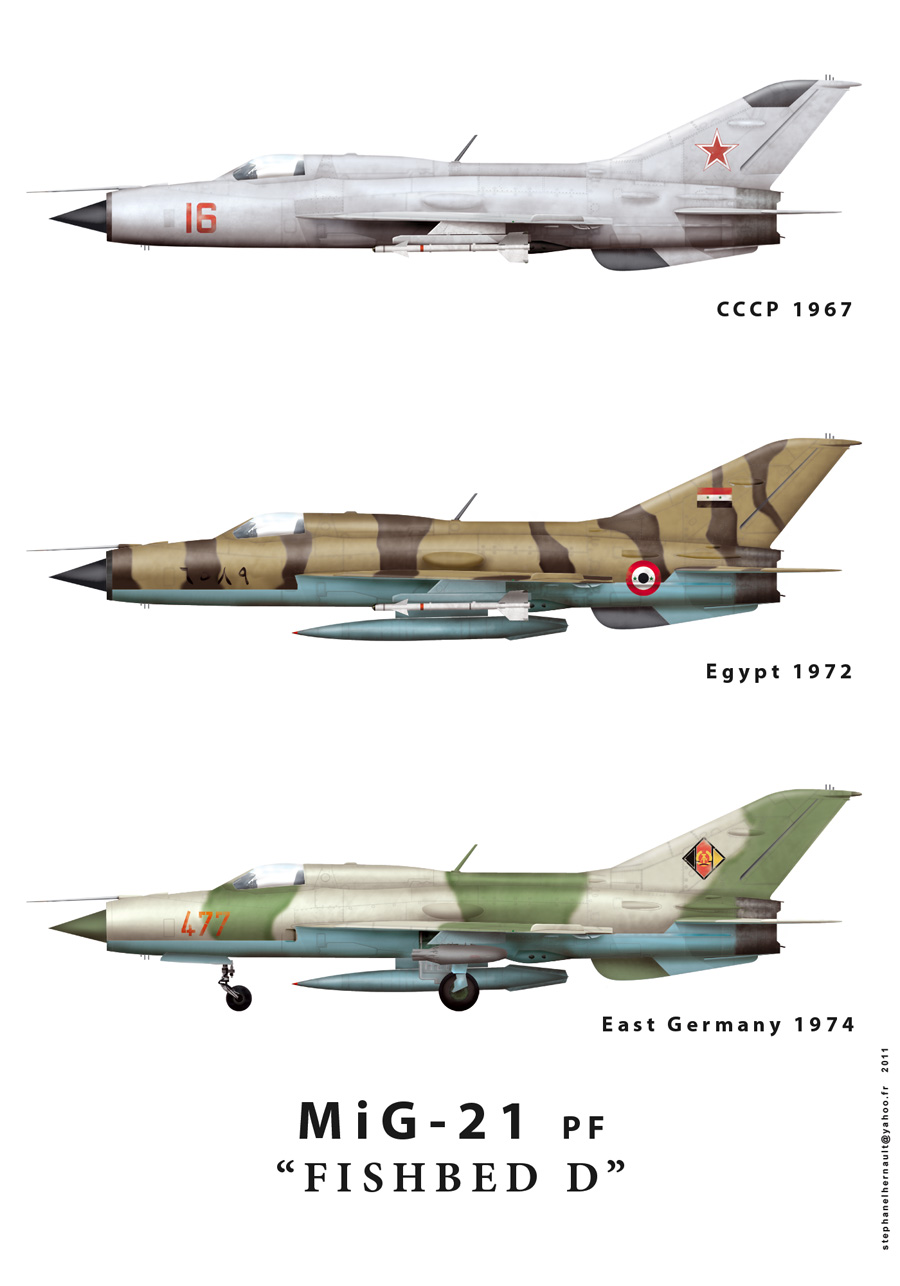
MiG-21PF
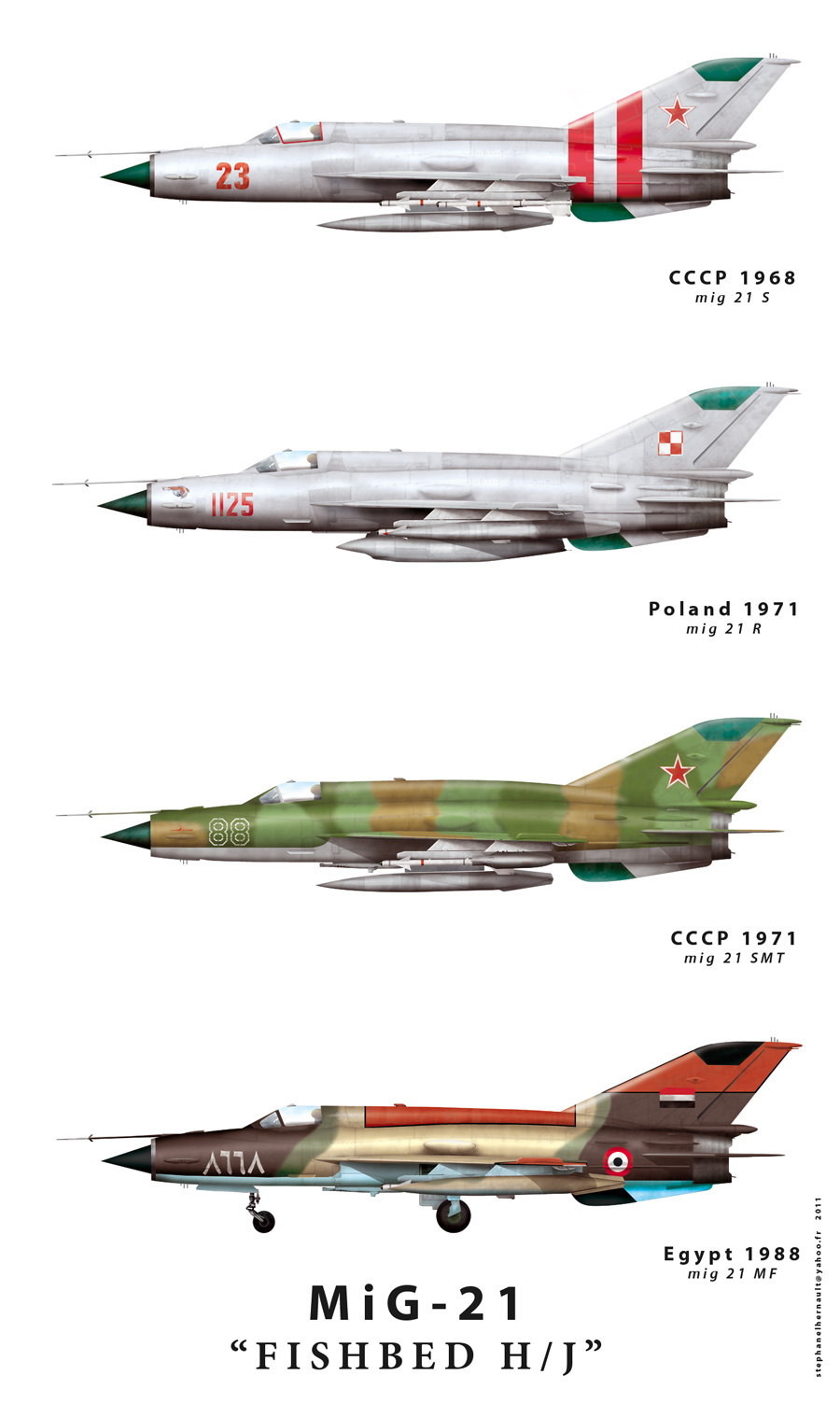
MiG-21M/MF
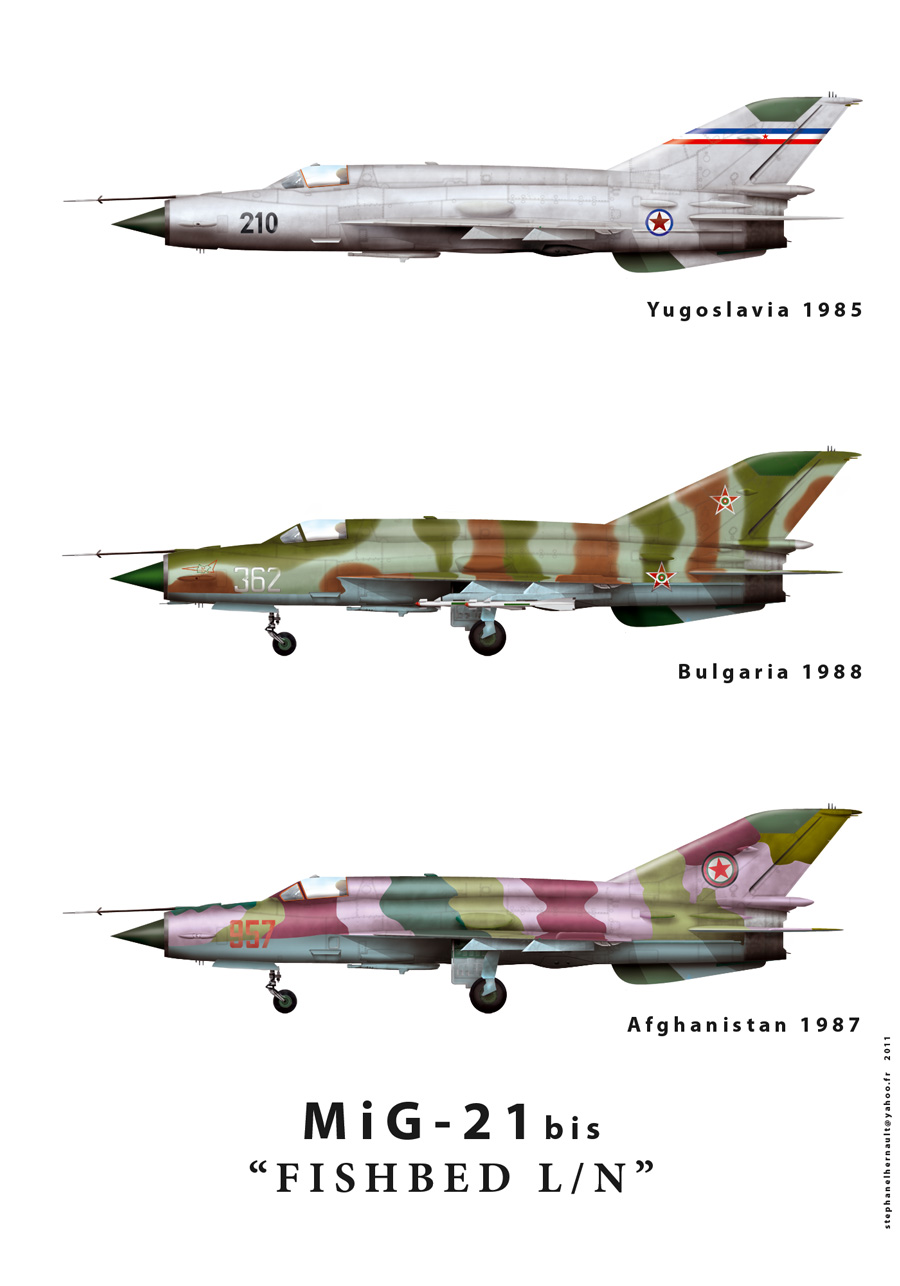
MiG-21BIS

Solo se muestran las variantes originales producidas en serie y prototipos:
Е-4 (1955)
Primer prototipo con alas en delta, resulta el ganador sobre el E-2 con alas en flecha.
MiG-21P (1958)
Prototipo para interceptor con motores cohete. Probablemente la denominación oficial del prototipo S-50.
MiG-21F (1959)
Variante inicial, con tres cañones de 30mm NR-30. Se construyó en una serie pequeña de 93 aparatos.
MiG-21F-13 (1959)
Variante inicial, el primero en ser producido en serie grande. El armamento de cañones se reduce a uno de 30mm y a dos vigas para armamento.
MiG-21PF (1962)
Primero con capacidad todo-tiempo, se elimina el armamento de cañones.
MiG-21PFS (1962)
Introduce el sistema de soplado artificial de los flaps (SPS) y un nuevo diseño de cola.
MiG-21PFM (1964)
Reintroduce los cañones dispuestos en una góndola ventral con un sistema dual de dos cañones GsH-23 de 23mm. Esta góndola se fija al pilón central.
MiG-21S (1965)
MiG-21I (1968)
Prototipo para probar las alas del reactor comercial supersónico Tu-144, conocido como el “análogo”.
MiG-21М (1968)
Versión de exportación del MiG-21S. Reintroduce el armamento de cañones fijos.
MiG-21SМ (1969)
MiG-21МF (1970)
Versión de exportación del MiG-21SM.
MiG-21SМТ (1971)
Versión del MiG-21SM con mayor capacidad de combustible.
MiG-21BIS (1972)
Variante final del MiG-21. Considerado como de tercera generación.
MiG-21-93 (1994)
MiG-21BIS modernizado. Aviónica avanzada y nuevo armamento incorporado, en servicio en la India.
MiG-21R (1965)
Preparado para el reconocimiento fotográfico y radioelectrónico.
MiG-21U
Biplaza de entrenamiento del MiG-21F-13
MiG-21US (1966)
Biplaza de entrenamiento, modernización del MiG-21U agregándole el sistema SPS.
MiG-21UМ (1971)
Biplaza de entrenamiento del MiG-21MF, variante final.
MiG-21PD (1966)
Demostrador de despegue corto (STOL) basado en el MiG-21PFM.
- MiG-21F13
- MiG-21PF
- MiG-21M/MF
- MiG-21BIS

## Usuarios

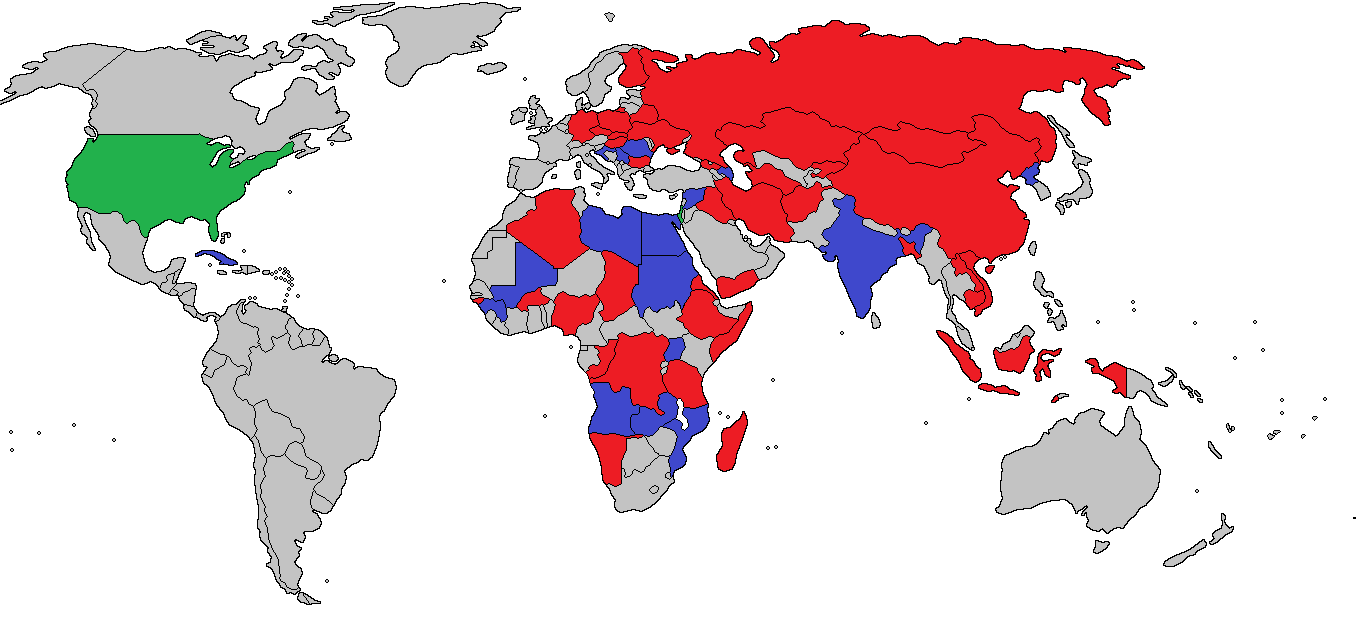
Países operadores del MiG-21.
Usuarios en activo.
Antiguos usuarios.

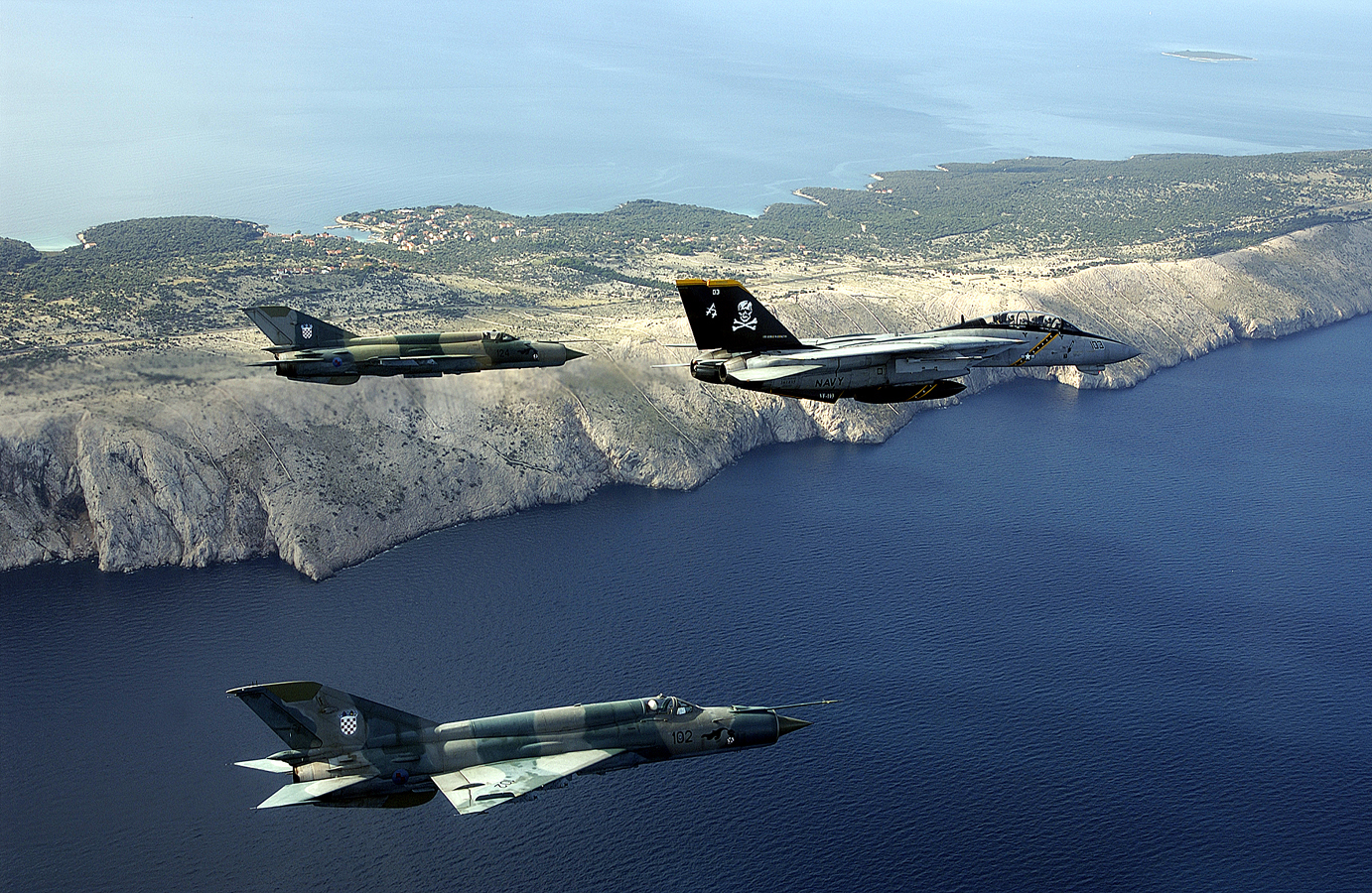
Dos MiG-21BIS de la Fuerza Aérea de Croacia y un F-14 Tomcat de la US Navy durante el Joint Wings 2002.

### Actuales
- Azerbaiyán
- Camboya
- Cuba
- Egipto
- Etiopía
- India
- Libia
- Mali
- Corea del Norte
- Siria
- Uganda
- Vietnam
- Yemen
- Zambia

### Antiguos
- Afganistán
- Albania
- Argelia
- Angola
- Bangladés
- Bielorrusia
- Bulgaria
- Burkina Faso
- Chad
- China
- República del Congo

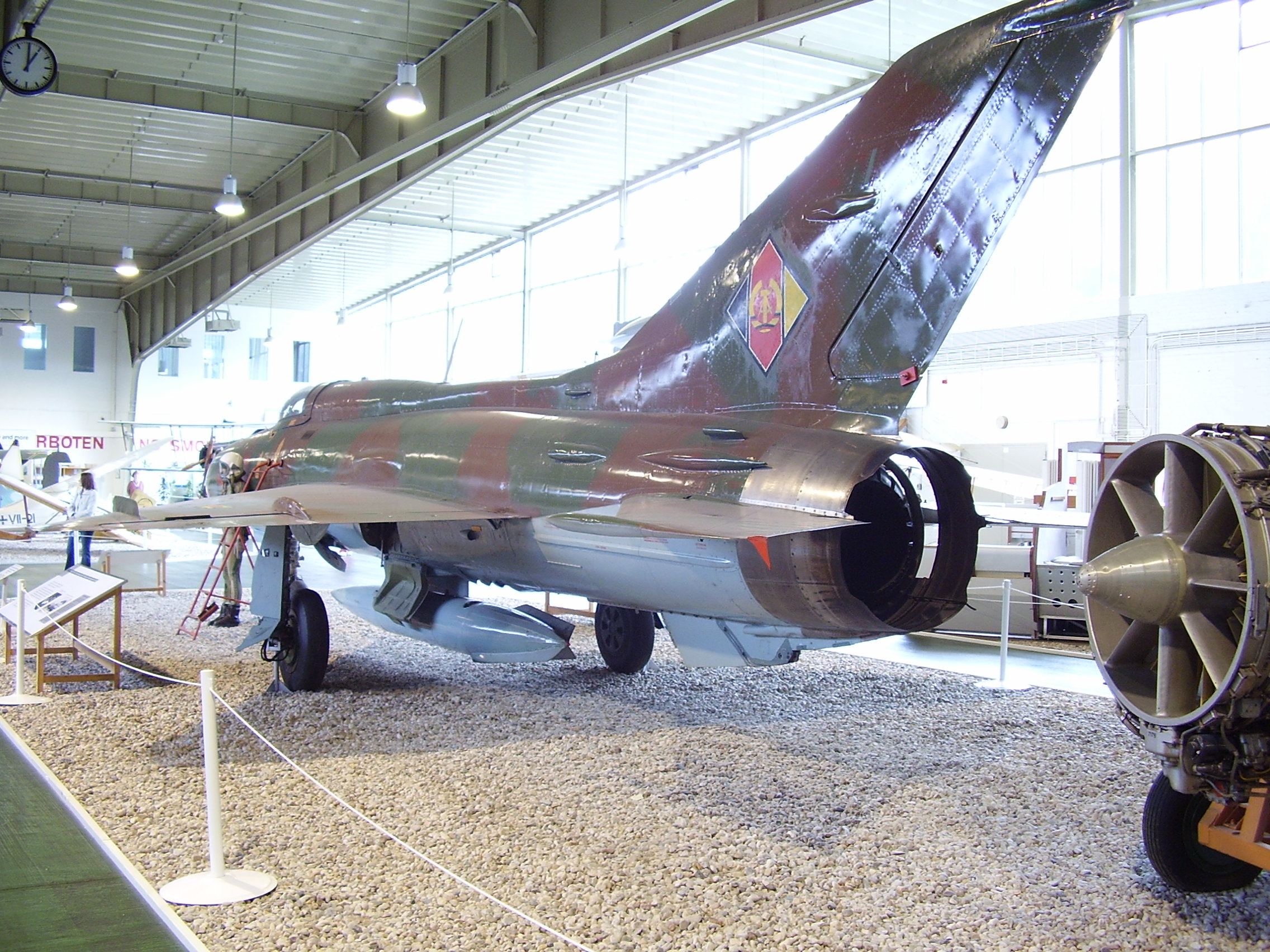
MiG-21PF de la Fuerza Aérea de Alemania Oriental.

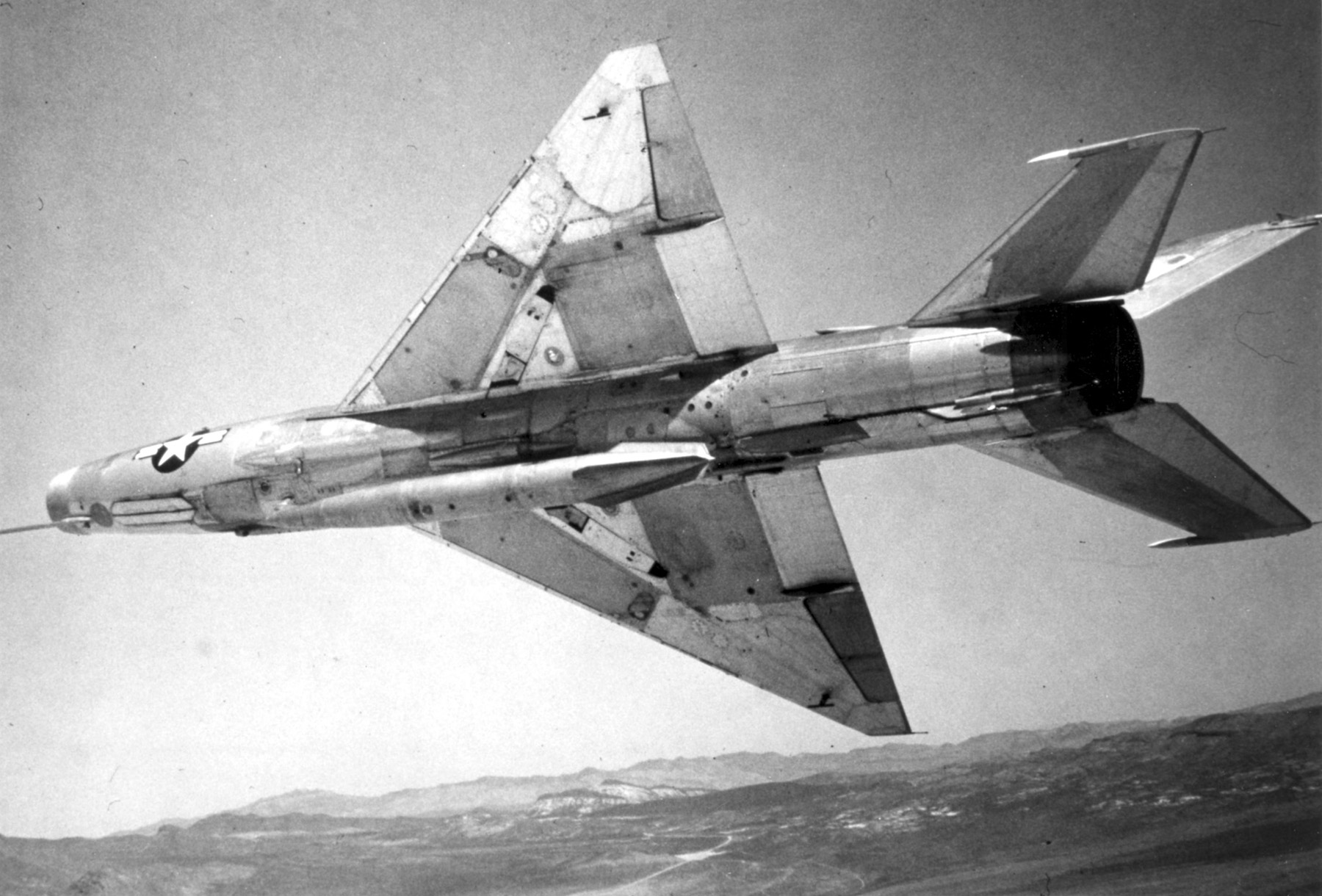
Caza MiG-21F-13 adquirido en secreto y probado en los Estados Unidos.

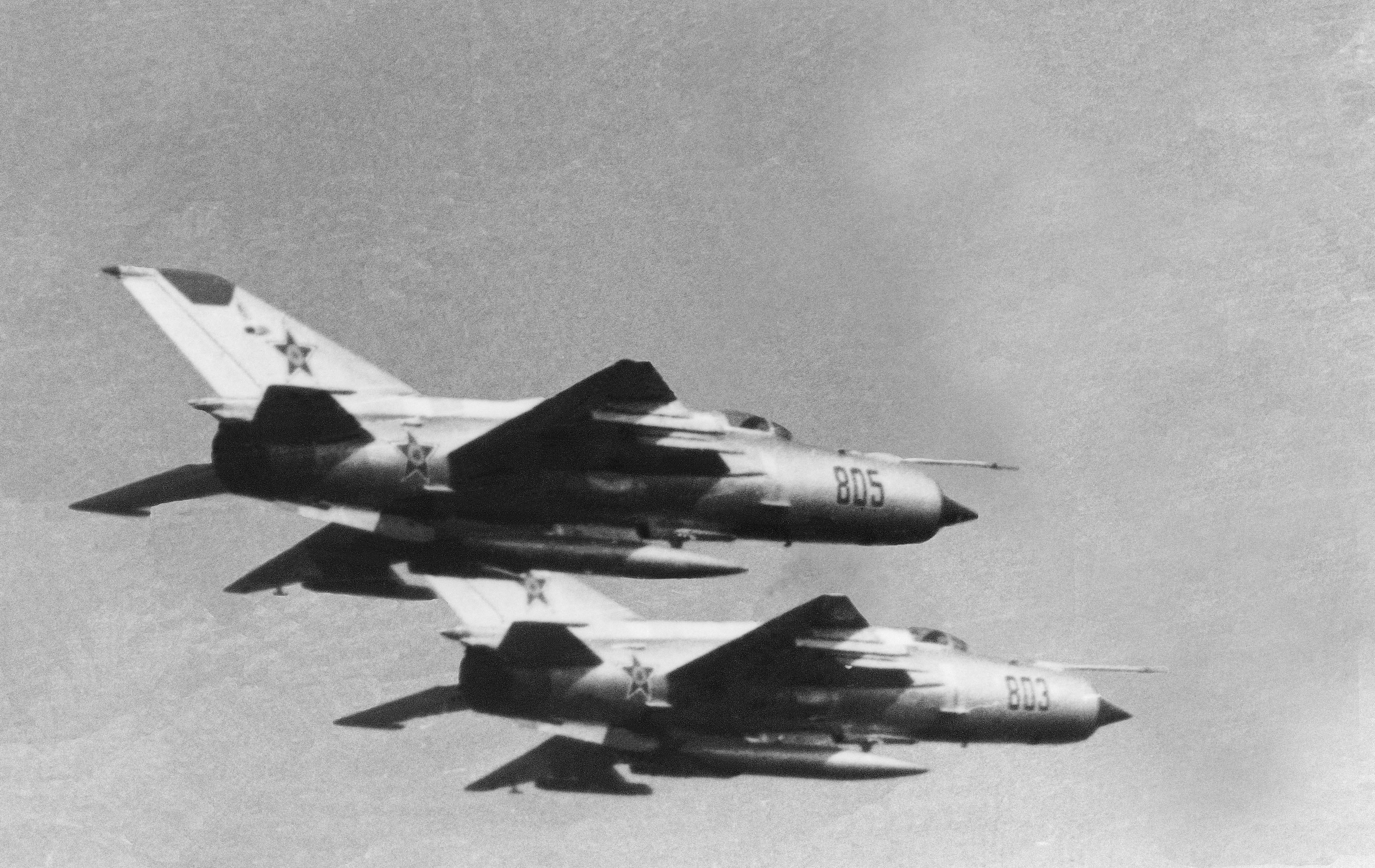
Cazas MiG-21MF de la Unión Soviética.

- Checoslovaquia (Pasaron a la República Checa y a la República Eslovaca)
- República Checa
- Croacia
- Alemania Oriental (Pasaron a Alemania en la reunificación)
- Eritrea
- Finlandia
- Alemania
- Georgia
- Guinea
- Guinea-Bisáu
- Hungría
- Indonesia
- Irak
- Kirguistán
- Laos
- Madagascar
- Mongolia
- Mozambique
- Namibia
- Nigeria
- Polonia
- Rumania
- Rusia
- Serbia
- Eslovaquia
- Somalia
- Unión Soviética (Pasó a los estados sucesores)
- Sudán
- Tanzania
- Turkmenistán
- Estados Unidos (Realizó pruebas con cazas MiG-21F-13)
- Ucrania
- Yemen
- Yugoslavia (Pasó a los estados sucesores)
- Zimbabue

### Operadores civiles
Algunos aviones pertenecen y son volados por coleccionistas privados. Hay compañías que compran cazas MiG-15, MiG-17 y MiG-21 a Rusia para venderlos a civiles por unos 450 000 dólares.

## Historia operacional

### En servicio con la India
En 1961 la Fuerza Aérea India optó por comprar el caza MiG-21 sobre otros modelos presentados por competidores occidentales, impulsado esto en gran medida por el hecho de que la Unión Soviética podía transferir la tecnología y los derechos para el ensamblaje de los aparatos en suelo indio. En el año 1964 el caza MiG-21 se convirtió en el primer avión de combate supersónico de la Fuerza Aérea de la India. Debido a que todavía para el año 1965 existían pocos MiG-21 en explotación y todavía los pilotos no contaban con la experiencia suficiente en el mismo, este no jugó un papel importante en la guerra de ese mismo año 65 entre Pakistán y la India, sin embargo los pilotos indios fueron adquiriendo esta experiencia en el cumplimiento de misiones defensivas en el combate. La buena opinión de los pilotos acerca del aparato durante la guerra de 1965 hizo que el gobierno de la India ordenara muchas más unidades de MiG-21 y también que invirtiera grandemente en la construcción y creación de infraestructuras para el mantenimiento del mismo y para la instrucción y entrenamiento de sus pilotos. Para el año 1969, la India había adquirido una cantidad de 120 cazas MiG-21.

#### La Guerra indo-pakistaní de 1971
La expansión de la flota de MiG-21 de la FAI, marcó una unión militar importante entre la India y la Unión Soviética que permitió establecer una potente fuerza aérea para contrarrestar a las amenazas chinas y pakistaníes en el momento.
Las capacidades del MiG-21 y las habilidades de los pilotos indios fueron puestas a prueba en la guerra indo-pakistaní de 1971. Durante la guerra, los MiG jugaron un factor crucial en dar a la FAI la superioridad aérea completa sobre los puntos y áreas en el teatro oeste del conflicto.
Durante el desarrollo de este enfrentamiento ocurrió el primer combate aéreo entre aviones supersónicos de la historia. Un MiG-21FL de la FAI derribó a un caza F-104 Starfighter con el fuego de sus cañones. Cuando la guerra llegó a su fin, los MiG-21 de la FAI habían derribado 4 F-104, 2 J-6, 1 F-86 y 1 C-130 de la Fuerza Aérea de Pakistán.
Debido a la gran actuación del caza, muchas naciones, incluyendo Irak, se acercaron a la India para que los ayudara con el entrenamiento de sus pilotos de MiG-21.

#### La guerra de Kargil y el incidente Atlantique
El MiG-21 fue también empleado en la guerra de Kargil en 1999, durante la cual un MiG-21 de la FAI resultó derribado por un cohete portátil del tipo Stinger operado por la infantería pakistaní. El último derribo conocido realizado por los MiG-21 de la India ocurrió durante el Incidente Atlantique, cuando dos MiG-21BIS de la Fuerza Aérea India interceptaron y derribaron un Breguet Atlantique de reconocimiento de la Marina de Pakistán con misiles aire-aire R-60.

#### Modernización del MiG-21

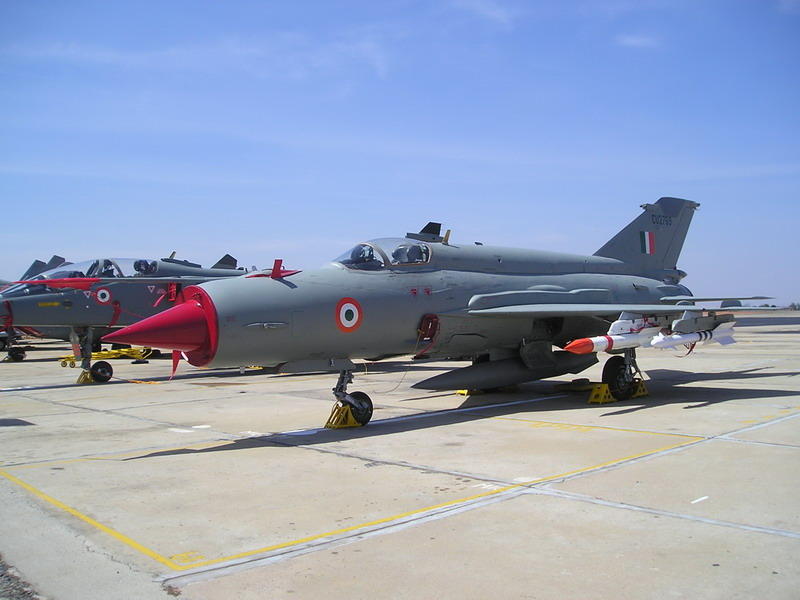
MiG-21-93 de la Fuerza Aérea India.

Mediante un contrato de modernización con la empresa RSK MiG, la India modernizó un lote de 120 MiG-21BIS en el cual se mezclan los estándares de los modelos MiG-21-93 y el modelo Bison. El objeto de la mejora fue equipar al MiG-21 con el nuevo radar Phazotron Kopyo (Lanza, en ruso), que es capaz de realizar captura y seguimiento sobre 8 objetivos aéreos y posee la capacidad de dirigir la intercepción y destrucción por medio de misiles semiactivos o activos contra dos de ellos. Para este fin puede emplear los misiles aire-aire de corto y medio alcance del tipo R-60MK AA-8 Aphid, Vympel R-73 / AA-11 Archer, Vympel R-27 / AA-10 Alamo o el RVV AE R-77 / AA-12 Adder. Lleva incorporado un designador de objetivos en el casco del piloto, así como un sistema de gobierno en vuelo avanzado.
En maniobras conjuntas realizadas entre las fuerzas aéreas de Estados Unidos y la India en las que han participado estos cazas, los pilotos norteamericanos han sido sorprendidos por las prestaciones del modernizado MiG-21.

#### Combates en 2019
El 27 de febrero de 2019, durante el enfrentamiento entre India y Pakistán en 2019, un avión pakistaní derribó a un MiG-21 Bison de la Fuerza Aérea de la India. El piloto del MiG-21 fue capturado en Pakistán y posteriormente liberado.

### Guerra de Vietnam
Sin duda fue la guerra de Vietnam donde se ganó mayor renombre el caza MiG-21, participando extensivamente en las acciones militares. Los primeros cazas MiG-21 arribaron a Vietnam transportados en barcos en el mes de abril de 1966, donde después de ser ensamblados fueron trasladados al regimiento de caza 921° que fue establecida en febrero de 1964, inicialmente con los aviones caza subsónicos MiG-17F. Debido a que el regimiento 923° era mucho más nuevo y sin experiencia, se ordenó que siguiera explotando los cazas MiG-17F. Con la llegada de los cazas MiG-19 desde China fue creado el regimiento de caza 925°, el único en operar los supersónicos MiG-19 durante la guerra de Vietnam. En febrero de 1972 fue creado el cuarto y último regimiento de cazas vietnamita, el 927°, equipado con los cazas MiG-21PFM artículo 94, que fueron los más modernos del tipo PF hasta la llegada de la variante mucho más formidable MiG-21MF.
Los MiG-21 norvietnamitas anotaron su primera victoria el 4 de marzo de 1966, cuando a los mandos del MiG-21PFL Rojo 4242, a 16 000 metros de altura sobre Quang Ninh, el futuro as Nguyen Hong Nhi derribó un avión no-tripulado Ryan Firebee con un misil infrarrojo R-3 AA-2 Atoll. La primera victoria sobre aeronaves tripuladas ocurriría el 7 de junio, cuando un piloto no identificado derribó un F-105 Thunderchief con cohetes no guiados S-5M de 57 mm - este reclamó coincide con la pérdida del F-105D BuNo 61-0168 del Capitán J. F. Bayles, quién fue rescatado (la USAF acredita esta pérdida a la artillería antiaérea). El 7 de julio de 1966 el piloto de MiG-21 Tran Ngoc Xiu derribó otro F-105 con un misil aire-aire sobre las montañas Tam Dao, el F-105D BuNo 59-1741 del Tte. Coronel Jack Harvey Thomas (354.º TFS, 355.ª TFW) quién fue hecho prisionero (la USAF de nuevo afirma que este avión fue abatido por la antiaérea). Solo unos días después, el 11 de julio un par de MiG-21 interceptaron una formación de Thunderchief, y el futuro as Vu Ngoc Dinh se anotó su primera victoria (compartida con Dong Van Song) - el F-105D BuNo 61-0121 de la 355.ª TFW, tripulado por el Mayor W. L. McClelland.
A pesar de que trece pilotos vietnamitas lograran el estatus de ases en los cazas MiG-21 y solo tres lo lograran en los MiG-17, todavía muchos consideran que estos preferían al último por ser mucho más maniobrable y tener un mejor campo visual. Sin embargo está consideración no parece estar muy cerca de la verdad, sobre todo por la entrevista que realizó el escritor británico Roger Boniface a los ases vietnamitas Pham Ngoc Lan y Nguyen Nhat Chieu quienes combatieron con éxito en los MiG-17 y en los MiG-21. Pham expresó: «El MiG-21 es por supuesto mucho más rápido y tiene dos misiles aire-aire que son muy efectivos entre los 900 y los 1000 metros…». En el caso de Nguyen expresó: “Personalmente prefiero el MiG-21 porque es superior en trepada, velocidad y armamento. El misil Vympel R-3 (OTAN:AA-2 Atoll) es muy efectivo, he derribado cuatro aviones con el… En una situación general de combate siempre me sentí confiado de superar y derribar al F-4 cuando volaba en un MiG-21”.

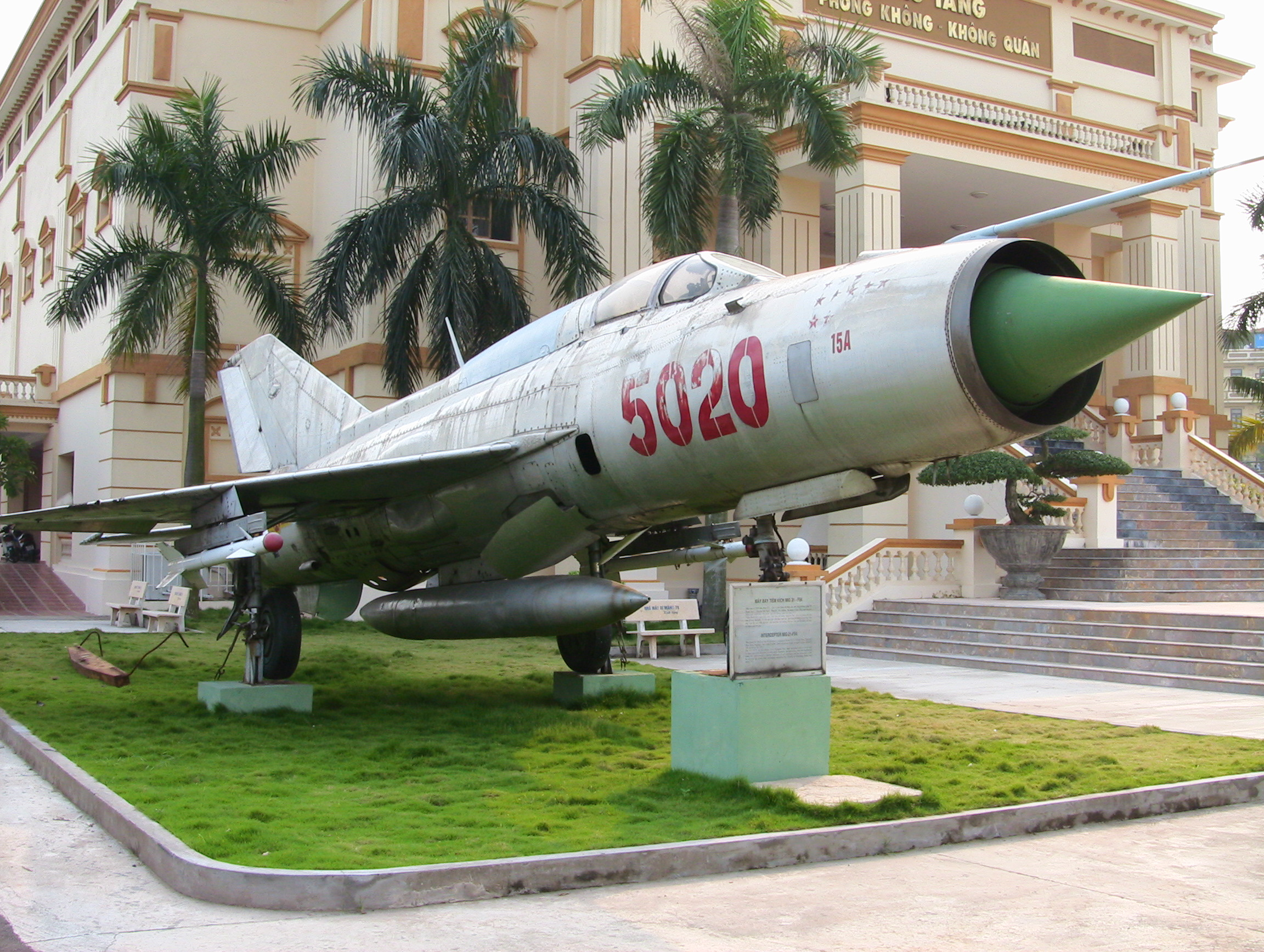
El MIG-21PFL Artículo 94, matrícula 5020 del 927° Regimiento de Caza. Este caza fue pilotado por varios ases vietnamitas, y uno de ellos -Nguyen Tien Sam- con este avión el 5 de julio de 1972 derribó el F-4E BuNo 67-0296 del 34.º TFS, 388.ª TFW.

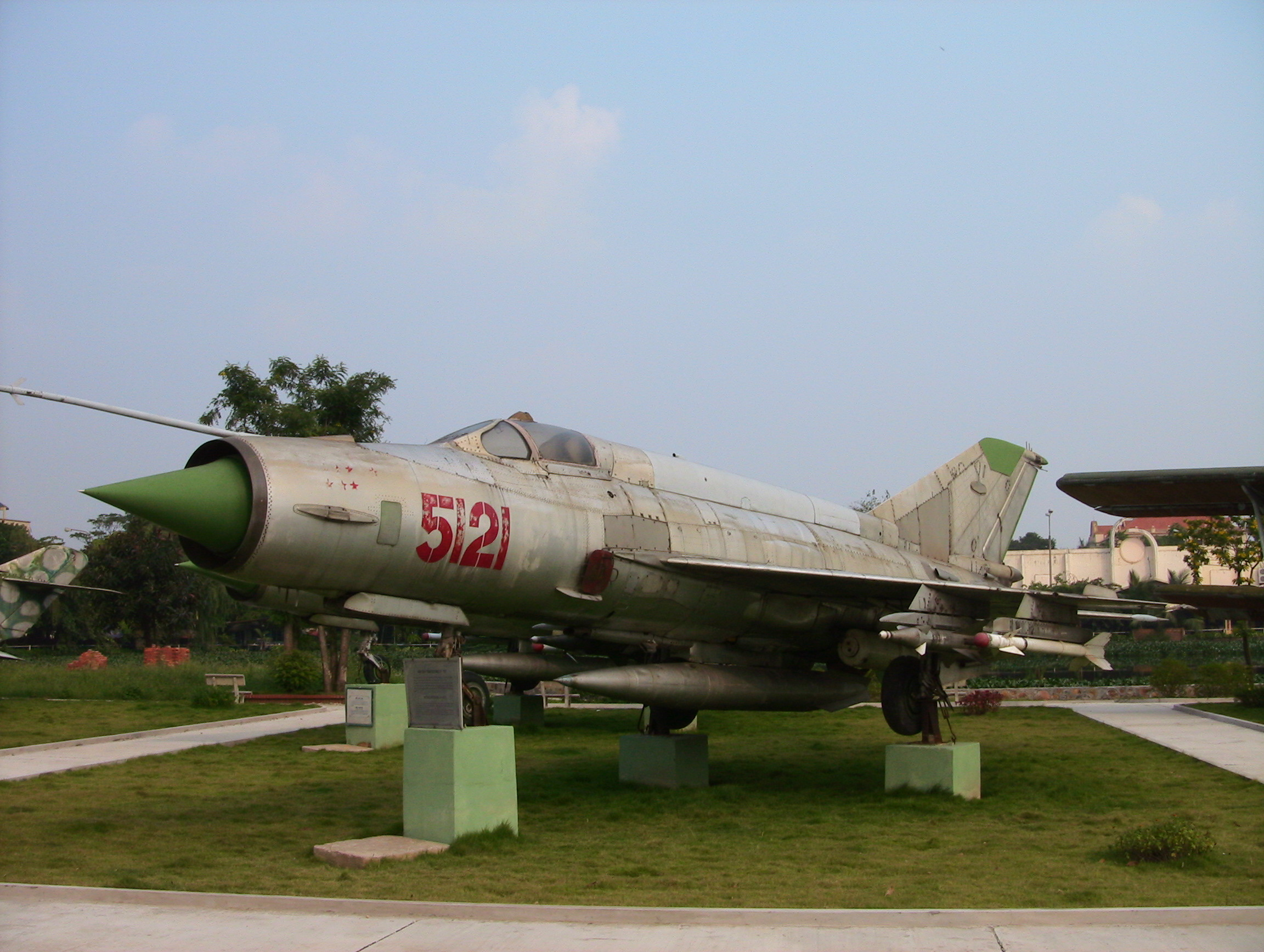
El MIG-21MF "Rojo 5121" en el cual el piloto Pham Tuan derribó el bombardero B-52D BuNo 56-0674 (449.º BS, 307.ª SW) el 27 de diciembre de 1972.

En comparación con los F-4 Phantom II, los MiG-21PFL eran inferiores por el alcance de exploración de su radar, por no poseer misiles de medio alcance (El Phantom portaba el AIM-7B Sparrow de medio alcance) y de su capacidad de carga de armamento (F-4 Phantom II, 8 misiles divididos en 4 AIM-7 y 4 AIM-9, contra 2 Vympel R-3 en el MiG). Los pilotos vietnamitas expresaban que el Phantom era superior al MiG-21PFL en los giros y en las picadas (esto puede variar en dependencia de los modelos), sin embargo era inferior en la trepada.
Una de las características positivas del MiG es que a diferencia de los Phantom que carecían de armamento de cañones, a este se le podía acoplar un dispositivo con cañones de 23mm en la viga central que demostró ser muy efectivo en los combates aéreos a baja altura. Teniendo en cuenta la gran necesidad de este armamento, para el final de la guerra la variante F-4E apareció con armamento de cañones incorporado. En el caso específico del armamento, a pesar de que el caza F-4 contaba con 4 misiles de medio alcance del tipo AIM-7B Sparrow, estos no eran muy efectivos, lo que obligaba en la mayoría de los casos a que el combate aéreo pasara de lejano a cercano, anulando en cierta medida la superioridad del modelo estadounidense. Resultaron muy eficientes las tácticas de rápido ataque y repliegue desarrolladas para interceptar los grupos de bombarderos F-105 Thunderchief, los MiG-21 dirigidos por los controladores terrestres causaron grandes pérdidas a las agrupaciones de estos bombarderos.
Después de casi un millón de misiones y la pérdida de unos 1000 aviones, la operación Rolling Thunder concluyó el 1 de noviembre de 1968. Debido al pobre desempeño en los combates aéreos de los pilotos de la Marina y la Fuerza Aérea norteamericanas en la primera etapa de la guerra de Vietnam, fueron abiertas las escuelas de instrucción Navy Fighter Weapons School (escuela de armas de cazas de la marina), también conocida como TOP GUN, en marzo de 1969 y su equivalente en la USAF, el Dissimilar air combat training (entrenamiento de combate aéreo asimétrico) también conocido como Red Flag, creado posteriormente. En el curso de la guerra aérea (desde el 3 de abril de 1965 hasta el 8 de enero de 1973), ambos contendientes reclaman proporciones de derribos favorables.
Los artilleros de cola de los bombarderos pesados B-52 reclaman el derribo de dos aviones MiG-21. El primero el 18 de diciembre de 1972 por el sargento Samuel Turner y el segundo el 24 de diciembre de ese mismo año a favor de Albert E. Moore. Ambas acciones ocurrieron durante la Operación “Linebacker II”.
La mayor amenaza para Vietnam del Norte siempre fueron los bombarderos B-52. En el verano de 1972, la Fuerza Aérea Norvietnamita comenzó el entrenamiento de 12 pilotos de MiG-21 con el objetivo de llevar a cabo intercepciones de los bombarderos, con dos tercios de estos pilotos entrenados específicamente en la intercepción nocturna. El 27 de diciembre de 1972, un MiG-21MF pilotado por el Mayor Pham Tuan derribó el B-52D BuNo 56-0674 Ebony 02 (449.º BW, 307.ª SW) sobre Hanói empleando dos misiles del tipo R-3S (OTAN: Atoll), es este el primer derribo de un B-52 en combate aire-aire. Otras fuentes argumentan que el derribo fue causado por la defensa antiaérea de Hanói. Fuentes oficiales vietnamitas reclaman el derribo de otro de estos aparatos el 28 de diciembre de 1972 por el MiG-21 de Vu Xuan Thieu (quién luego murió al estrellarse con los fragmentos del destruido bombardero), en cambio, la USAF no reconoce la pérdida de un B-52 por ninguna causa el día 28. Esto no es verdad: ese día la USAF perdió dos Stratofortresses, siendo posiblemente la víctima de Thieu el B-52D BuNo 56-0605 del 7.º BS, 43.ª SW (cuatro tripulantes capturados, dos muertos).
Según los datos de la propia unidad, para el año 1969, el regimiento 921° de cazas MiG-21PFL había derribado unos 111 aviones norteamericanos de todos los tipos en total.
El General soviético Fesenko, el principal consejero de la Fuerza Aérea de Vietnam del Norte en 1972, registra los derribos de 34 cazas MiG-21 en ese año.

### Conflictos en Oriente Medio

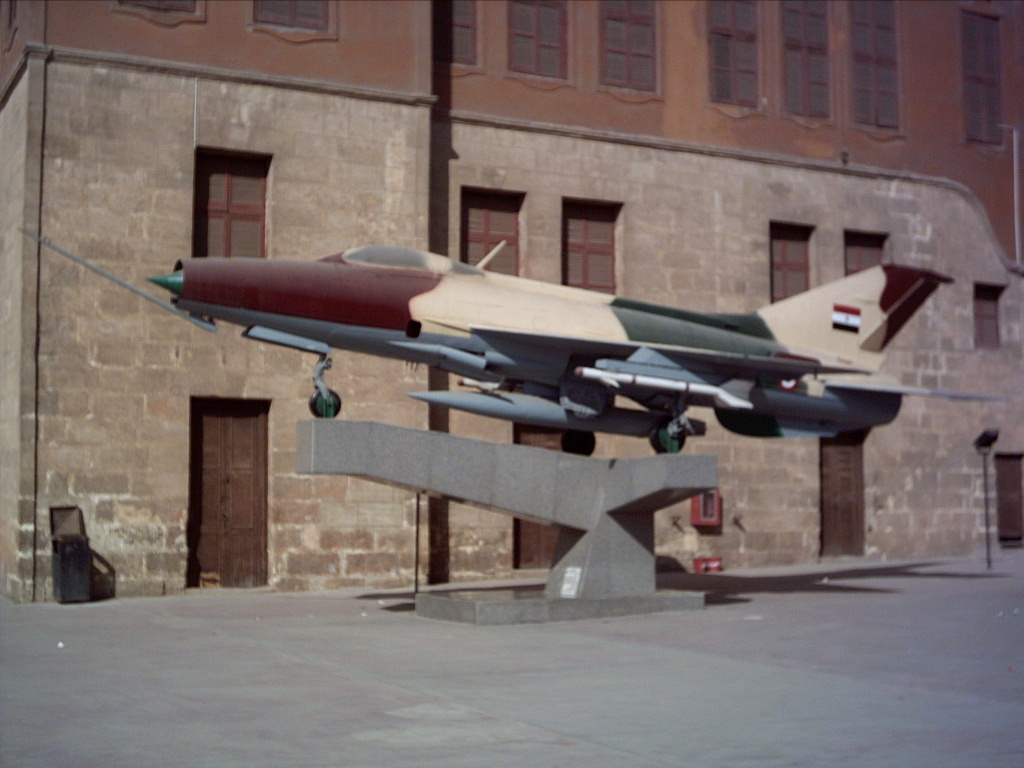
MiG-21FL de la Fuerza Aérea de Egipto.

El MiG-21 fue extensamente usado en los conflictos del Medio Oriente de los años 1960, 1970 y 1980 por las fuerzas aéreas de Egipto, Siria y Irak. El primer combate entre cazas MiG-21 y Mirage III ocurrió el 14 de noviembre de 1964. El 14 de julio de 1966 la Fuerza Aérea de Israel reclama el derribo del primer MiG-21 en combate aéreo. Los israelíes también reclaman el derribo de 6 MiG-21 el 7 de abril de 1967. Durante el transcurso de estas guerras, los bandos contendientes favorecen a sus fuerzas aéreas en la proporción de derribos.
El MiG-21 también se enfrentó inicialmente a los cazas F-4 Phantom II y a los A-4 Skyhawks, pero para los años 80 fue superado por los nuevos y modernos F-15 Eagle y F-16 Falcon que fueron adquiridos por la Fuerza Aérea de Israel en la segunda mitad de los años 70.

#### MiG-21 en Israel
Ante la aparición del MiG-21 los pilotos israelíes temieron perder su ventaja. Necesitaba conocerse en detalle los puntos fuertes y débiles del MiG-21 y como resultado de las operaciones del Mossad israelí, el capitán de la Fuerza Aérea iraquí Monir Radfa desertó en agosto de 1966 volando con su caza MiG-21 a Israel. Fue evaluado y realizó combates simulados con aviones Mirage III. Tras la guerra de 1967, y meses de presión para devolverlo a la URSS, fue vendido a los norteamericanos, quienes realizaron pruebas con el aparato entre enero y abril de 1968.
La Fuerza Aérea de Israel asignó el numeral “007”, en un rasgo de humor israelí,  al MiG-21F-13 entregado por el desertor iraquí en la base de Hatzor en 1966. Además de evaluarlo el avión fue armado con misiles Shafir para interceptar aviones MiG-21 egipcios, aunque oficialmente nunca llegó a hacerlo. En 1967 la Fuerza Aérea Argelina cedió una treintena de MiG-21F-13 a Egipto como apoyo, pero seis de los aviones aterrizaron en la Base de El Arish que acababa de caer en manos israelíes. Se cree que cuatro de ellos, junto a repuestos y restos de MiG-21 egipcios capturados en el Sinaí, fueron también vendidos a EE. UU.

#### La guerra de los Seis Días
Durante los combates iniciales de la guerra de los Seis Días, la Fuerza Aérea de Israel lanzó ataques masivos en cuatro oleadas diferentes para tratar de destruir las fuerzas aéreas árabes. En la primera oleada Israel reclama el derribo de 8 aviones egipcios en combates aéreos, de los cuales 7 son MiG-21, los egipcios reclaman el derribo de 10 aviones de la IAF. Durante la segunda oleada de ataques, los israelíes reclaman el derribo de 4 MiG-21 en combates aéreos y en la tercera de 3 MiG-21, uno de Irak y los otros dos de Siria.
Entre el final de la guerra de los Seis Días y el comienzo de la Guerra de desgaste, los Mirage israelíes tienen unos 6 derribos confirmados de MiG-21 egipcios contra 5 de Mirages por MiG-21.

#### Guerra de Desgaste
Durante la Guerra de Desgaste, los israelíes reclaman 56 derribos de MiG-21 egipcios por sus fuerzas aéreas al mismo tiempo que los egipcios reclaman 26 derribos. En el período entre el final de la guerra de los Seis Días y el final de la Guerra de desgaste, los israelíes reclaman un total de 25 MiG-21 sirios destruidos, los sirios reclaman el derribo de 7 aviones de Israel.
Las pérdidas egipcias en aviones y los continuos bombardeos durante la Guerra de desgaste, causaron que los egipcios pidieran la ayuda de la Unión Soviética. En junio de 1970 arribaron a Egipto tripulaciones de pilotos y de sistemas de defensa antiaérea. El 22 de junio de 1970 un piloto soviético en un caza MiG-21MF derribó un A-4E de la Fuerza Aérea de Israel. Después de muchas otras operaciones exitosas de intercepción por los pilotos soviéticos, los israelíes decidieron preparar mejor sus planes de combate y organizar emboscadas aéreas en respuesta. El 30 de julio de 1970 los cazas F-4 Phantom israelíes atrajeron a los pilotos soviéticos a un área donde fueron emboscados por los Mirage, donde resultaron derribados 4 MiG-21MF. Como consecuencia del combate perecieron 3 pilotos soviéticos, lo que alarmó a su mando. No obstante a este revés, los pilotos soviéticos en conjunción con las agrupaciones antiaéreas derribaron un total de 21 aviones israelíes (las fuentes soviéticas reclaman como derribados 30 aviones de Israel), lo que convenció a al gobierno de Israel de firmar un acuerdo de cese al fuego.
En septiembre de 1973 una gran batalla aérea entre los sirios y los israelíes dio como resultado 12 aviones MiG-21 reclamados derribados por Israel. Los sirios reclamaron 8 derribos y admiten solo 5 pérdidas.

#### Guerra de Yom Kipur
Durante la guerra de Yom Kipur, los israelíes reclaman un total de 73 aviones egipcios derribados. Egipto reclama 35 aviones israelíes derribados.
En el frente sirio de la guerra, el 6 de octubre de 1973 una pareja de MiG-21MF sirios derribaron un A-4E y un Mirage IIIC de la Fuerza Aérea de Israel al mismo tiempo que perdían tres aviones. El 7 de octubre, los MiG-21MF derribaron dos F-4E Phantom, tres Mirage IIIC y un A-4E y perdían 3 aviones, dos derribados por cazas IAI Nesher y uno por un F-4 Phantom. Los MiG-21PF de Irak también operaron en este frente y en el mismo 7 de octubre derribaron dos A-4E, perdiendo en cambio un caza. El 8 de octubre de 1973 los MiG-21PFM sirios derribaron tres F-4E Phantom, pero perdieron unos seis. Para el final de la guerra, Siria reclama el derribo de 30 aviones israelíes, Israel reclama el derribo de 29 MiG-21.

#### Incidentes entre 1973-1981
Entre el final de la guerra de Yom Kipur y el inicio de la Guerra de Líbano de 1982, Israel recibió los modernos F-15C y F-16A, que eran muy superiores a los antiguos MiG-21MF sirios. Según las FDI, estos nuevos aviones representaron la destrucción de 24 MiG-21 sirios durante este período, aunque Siria reclamó cinco muertes contra aviones de las FDI con sus MiG-21 armados con misiles R-3S obsoletos, aunque Israel negó que sufrieran ningún tipo de ataque o pérdidas.

#### Guerra en el Líbano
La Guerra del Líbano de 1982 comenzó el 6 de junio de 1982, y en el transcurso de esa guerra, las FDI afirmaron haber destruido cerca de 45 MiG-21MF sirios. Siria reclamó dos muertes confirmadas y 15 probables de aviones israelíes. Dos F-15 israelíes y un F-4 fueron dañados en combate con el MiG-21. Esta batalla aérea fue la más grande que se produjo desde la guerra de Corea.

#### Guerra entre Irán e Irak
El MiG-21 sirvió como el grueso de la Fuerza Aérea Iraquí, usualmente más valioso en términos de cantidad que de calidad. Era inferior a los aviones iraníes como F-4D/E Phantom y F-5E Tiger, ni siquiera mencionar el excepcional y moderno F-14 Tomcat. La aeronave estaba obsoleta en el momento del conflicto de los años 80 y sus tripulaciones, características de los diseños soviéticos, tenían menos entrenamiento y tenían menos horas de entrenamiento en vuelo. Sin embargo, la aeronave era muy fácil de mantener, operar y confiable, y por números absolutos jugó un papel importante en el conflicto.
Durante la guerra Irán-Irak, los F-14A Tomcat iraníes derribaron a 23 MiG-21 iraquíes, confirmados por las fuentes iraníes, occidentales e iraquíes, y F-4 a otros 29 MiG-21. Sin embargo, de 1980 a 1988, los MiG-21 iraquíes derribaron 43 aviones de combate iraníes, incluido un F-14, contra 49 pérdidas MiG-21 en el mismo período.

#### Guerra civil en Siria
A partir de julio de 2012, después de que más de un año de la guerra civil siria no hubiera visto ninguna acción aérea, la Fuerza Aérea Siria inició operaciones contra los insurgentes sirios. Los MiG-21 se encontraban entre los primeros aviones de combate utilizados en bombardeos, ataques con cohetes y carreras de tiro con muchos vídeos grabados desde el suelo que mostraban a los aviones en combate.
Los rebeldes tenían acceso a ametralladoras pesadas, diferentes armas antiaéreas y MANPADS chinos hasta diseños modernos como el FN-6. La primera pérdida de un MiG-21 se registró el 30 de agosto de 2012. Su registro fue de 2271. Probablemente se derribó al despegar o aterrizar en la Base Aérea Militar de Abu al-Duhur, asediada por los rebeldes, por fuego de ametralladoras pesadas. días después, un segundo MiG-21, registrado en 2280, fue derribado y grabado en video el 4 de septiembre de 2012. Probablemente fue derribado en el despegue o aterrizaje en la base aérea de Abu Dhuhur, asediado por los rebeldes, por una ametralladora KPV con fuego de 14,5 mm .
El 10 de noviembre de 2014, un rebelde derribo a un MiG-21bis de la Fuerza Aérea Siria, en serie en 2204, fue derribado por un MANPADS o cañones antiaéreos, cerca de la ciudad de Saboura, a 45 km al este de la base aérea de Hama, donde probablemente se basó. El piloto fue asesinado. Evidencia de video y foto del sitio del accidente emergió.
Después de cuatro meses, durante los cuales la Fuerza Aérea Siria no sufrió pérdidas en el fuego enemigo, el último fue un MiG-23, el 12 de marzo de 2016, un insurgente del grupo Jaysh al-Nasr derribó a un MiG-21 sirio sobre Hama cerca de Kafr Nabudah. Hubo relatos contradictorios de cómo fue derribado, el Observatorio Sirio para los Derechos Humanos informó que dos aviones de combate habían derribado el avión de guerra, mientras que los militantes de Jaysh al-Nasr dicen que lo derribaron con armas antiaéreas. Video evidencia que sugiere que fue un MANPADS. Parece que el piloto fue expulsado, pero murió, ya sea muerto por fuego de tierra mientras descendía u otras causas.

### Cuba
La primera unidad de la URSS en recibir los MiG-21 fue el 32° Regimiento de caza de la Guardia (32° Gv.IAP) en 1961. El regimiento recibe en junio de 1962 la orden de trasladarse a Cuba, renombrándose 213° IAP. Los MiG-21 son armados en Santa Clara y el 18 de septiembre de 1962 el primer MiG-21 hace su primer vuelo en Cuba. A fines de septiembre ya todo el regimiento estaba listo.
Cuando el 22 de octubre comienza la Crisis de los Misiles, se entra en estado de alerta. Ante el peligro de ser atacados en tierra, el regimiento de MiG-21 es dispersado entre San Antonio, Santa Clara y Camagüey. Aviones estadounidenses efectuaban a diario vuelos de reconocimiento y el 4 de noviembre dos F-104C Starfighter son interceptados por un MiG-21. Inmediatamente se decide que todos los MiG-21 se pinten con las insignias cubanas.
Después de la Crisis los pilotos y técnicos cubanos son entrenados para operar el MiG-21. En verano de 1963 estaba listo el primer Regimiento de la DAARFAR con MiG-21 y en agosto se hace el traspaso oficial de los aviones. Los MiG-21 de la FAR participaron en maniobras con los soviéticos, interceptando los Tupolev Tu-95 cuando volaban hacia Cuba o desde ella, o simulaban ataques a la flota soviética en el Caribe. Con ello se esperaba estar preparados para interceptar los bombarderos o atacar los barcos estadounidenses en caso de guerra. En diversas ocasiones los pilotos cubanos se entrenaban para despegar sus MiG-21 desde carreteras o efectuar aterrizajes nocturnos sin ayuda de luces. Pilotos cubanos de MiG-21 asesoraron en varios países a sus colegas, e intercambiaban experiencia. Así fue el caso de Vietnam y Perú.
El 21 de febrero de 1968 un MiG-21 cayó al mar cuando maniobraba a baja velocidad cerca de una avioneta opositora que violaba el espacio aéreo.
El 18 de mayo de 1970 las Bahamas arrestaron un pesquero cubano que faenaba en sus aguas. Cuba envió varios MiG-21, que sobrevuelan las Bahamas enviando un mensaje a su gobierno para que los liberara. A petición del gobierno de Bahamas aparecen varios F-4 Phantom norteamericanos, que vuelan junto a los MiG-21, pero la tensión acaba sin mayores consecuencias.
El 8 de enero de 1976 aviones An-22 soviéticos llegan a Luanda con 12 MiG-21 cubanos desarmados. Empieza así el despliegue de los Mig en Angola. De 1976 a 1988 las principales misiones de los MiG-21 en Angola fueron de ataque contra las guerrillas, cuya defensa antiaérea era débil. Entre 1981 y 1986 se pierden nueve MiG-21, algunos de ellos derribados por misiles Stinger.
El 10 de septiembre de 1977 un Escuadrón de MiG-21bis cubanos sobrevuela Puerto Plata, República Dominicana, para presionar a su gobierno a que liberase al mercante cubano "Capitán Leo". Los Mig-21 efectúan varias pasadas sobre Santo Domingo, superando la barrera del sonido en vuelo rasante y rompiendo cristales. Cuba amenazaba con bombardear Puerto Plata y Santiago de los Caballeros si el gobierno dominicano no liberaba al barco. Ante la presión, los dominicanos cedieron.
El 10 de mayo de 1980 la Royal Bahamas Defence Forces arresta de nuevo a dos pesqueros cubanos. La FAR recibe la orden de emplear sus MiG-21 para atacar al patrullero HMBS Flamingo, hundiéndolo. Al día siguiente varios MiG-21 sobrevuelan la isla Ragged en vuelo rasante. Cuba pidió finalmente disculpas por el incidente argumentando que había pensado que se trataba de un secuestro.
La URSS decidió vender en 1984 a Nicaragua una escuadrilla de MiG-21bis, de hecho en Nicaragua el aeropuerto de Puenta Huete se preparó para poder operarlos y se entrenó a efectivos nicaragüenses en el manejo y mantenimiento del Mig-21. El gobierno de EE. UU. se opuso y Cuba ofreció desembarcarlos en sus puertos para que luego volaran a Nicaragua por sorpresa. En 1985 Gorbachov, para evitar la confrontación con EE. UU., decide cambiar los MiG-21 por helicópteros de ataque Mi-25 Hind.
En 1986 dos MiG-21 interceptaron un HU-25A Guardian de la U.S. Coast Guard por supuestamente violar las 12 millas náuticas cubanas. En 1990 un piloto estadounidense trata de ahorrarse distancia en su vuelo de Opalocka hacia Costa Rica, sobrevolando Cuba en su avioneta Cessna, siendo interceptado por dos MiG-21 que lo obligan a aterrizar en La Habana.

### China
Generalmente la URSS había compartido su tecnología militar con su aliado asiático, y la filosofía austera del MiG-21 le hacía un candidato ideal. Sin embargo, en los años 60 se produjo un distanciamiento político entre ambos países. La URSS ya había enviado a su antiguo aliado varios ejemplares del MiG-21F, tanto en vuelo como en kits, aunque fuentes chinas insisten en que la documentación estaba incompleta. La Factoría de Shenyang debería haberse ocupado de la producción con licencia y, en su lugar, se hizo cargo del proceso de “ingeniería inversa” (más correcto será decir “copia descarada”) a partir de 1964. Aun así, diversas dificultades resultaron en un pobre resultado para la calidad y el ritmo de producción que retrasaron la producción hasta nada menos que los años 80, cuando ya había sido superado por diseños más modernos.

### África

#### Guerra civil de Angola

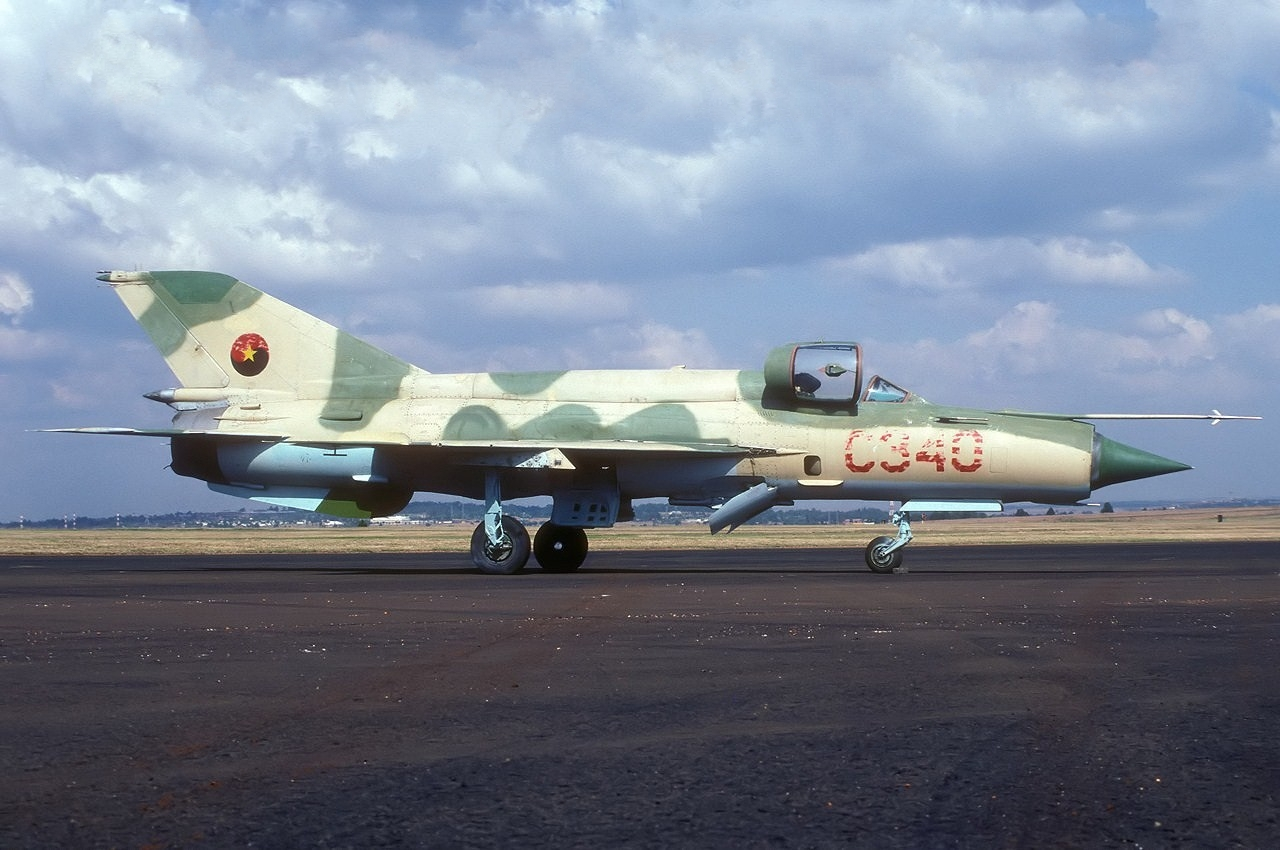
Mikoyan-Gurevich MiG-21BIS de la Fuerza Aérea de Angola.

El uso más notable de los cazas MiG-21 en África fue durante la Guerra de Angola desde el año 1975 hasta 1988, en las manos de la Fuerza Aérea de Cuba. y más tarde en conjunto con los recién formados pilotos de la Fuerza Aérea de Angola
Los MiG-21, en sus variantes "MF" y "BIS" fueron el tipo de caza principal en Angola hasta el arribo de los más formidables MiG-23ML, en 1984, que tomaron la tarea de la superioridad aérea. Desde entonces los MiG-21 fueron empleados fundamentalmente como bombarderos, brindando apoyo a las fuerzas en tierra en cooperación con los bombarderos Su-22 angoleños.
Las pérdidas de estos cazas en el conflicto fueron fundamentalmente como resultado de la acción de la defensa antiaérea de la UNITA debido a la negativa, en la mayoría de los casos, de la Fuerza Aérea Sudafricana a presentar combate aéreo. No obstante hubo una serie de encuentros aéreos con los cazas de esta última.
El 6 de noviembre de 1981, una patrulla de dos cazas MiG-21MF, liderada por el primer teniente Ezequiel Cancela interceptó a dos cazas Mirage F-1CZ que volaban en dirección a la base aérea de Lubango. Los pilotos cubanos maniobrando para posicionarse en las colas de los Mirage, se aprestaban a disparar, cuando fueron sorprendidos por el fuego de cañón de otros dos cazas sudafricanos que se encontraban a sus espaldas. El Mayor Johann Rankin, pilotando un caza Mirage F-1CZ, derribó con el fuego de sus cañones el MiG-21MF del Teniente Danacio Valdés, el cual era el piloto número de Cancela, logrando este eyectarse satisfactoriamente. Los pilotos sudafricanos, en este caso, emplearon eficientemente la estrategia de las emboscadas aéreas. Este incidente resulta el primer derribo de la Fuerza Aérea Sudafricana desde la guerra de Corea y la única pérdida en combates aéreos de la Fuerza Aérea Cubana.
El 5 de octubre de 1982, un Mirage IIICZ dañó igualmente con fuego de cañón un MiG-21MF cubano, pero no logró derribarlo, aterrizando este después en el aeropuerto de Lubango. El 3 de abril de 1986 dos MiG-21BIS de la Fuerza Aérea de Cuba sorprendieron en la noche a una pareja de cargueros C-130 Hércules lanzando abastecimientos para las guerrillas de la UNITA. Uno de ellos fue derribado, mientras el otro Hércules logra escapar, aunque seriamente averiado. Los vuelos clandestinos de C-130 sudafricanos y de la CIA que cooperaban con la UNITA eran prácticamente habituales durante la guerra, pero después de esta intercepción se suspenden por varios meses. De tal forma en total durante la guerra civil de Angola, en el aspecto aéreo, los cazas MiG-21 derribaron un avión C-130 y destruyen en tierra un Fokker F-27. Un MiG-21 resultó derribado en combate aéreo.
Los cazas MiG-21 constituyeron uno de los factores determinantes para que la agrupación de colaboradores cubanos y tropas de las FAPLA (32° Brigada) presentes en el poblado de Cangamba resistieran el prolongado cerco al que fueran sometidos por la UNITA en el año 1983, desde el 30 de junio hasta el 11 de agosto. Solo del 2 al 10 de agosto de 1983, los MiG-21BIS bajo el mando del Coronel Henry Martínez hacen más de 400 misiones de apoyo aéreo desde la base aérea de Menongue. Ellos lanzan 400 bombas de diferentes calibres con un peso total de 100 toneladas, 2741 cohetes aire-tierra C-5 y 2700 proyectiles de cañón de 23mm.
En marzo de 1984 la UNITA ataca con 1500 hombres al pueblo de Sumbe, donde había una pequeña guarnición de Angola de la FAPLA con asesores, médicos y civiles cubanos. Los cazas MiG-21BIS desde la base aérea de Huambo en combinación con los Mi-8 desde la base de Benguela realizan 204 misiones de bombardeo y reconocimiento, rechazando con éxito el ataque enemigo.
El derribo de un caza MiG-21 cubano mejor documentado fue el ocurrido el 28 de octubre de 1987, cuando un MiG-21UM biplaza de entrenamiento en misión de reconocimiento, fue derribado por un misil Stinger de la UNITA cerca de Luvuei. Sus dos tripulantes, el teniente coronel Manuel Rojas García y el capitán Ramón Quesada Aguilar, se eyectaron y cayeron prisioneros de la UNITA, siendo liberados 7 meses después.

Las tropas de la UNITA y del SADF durante su operación Hooper realizaron fuertes ataques a las tropas cubano-angoleñas en Cuito Cuanavale. El primero el día 12 de enero y el segundo el día 14 de febrero de 1988, tratando de penetrar sin éxito. Todo este tiempo un escuadrón de MiG-21BIS actuó intensamente desde la base aérea de Menongue, a 200km (124 millas) de Cuito, destruyendo blindados, artillería e infantería enemiga. Otro escuadrón de MiG-21BIS llega de refuerzo y hace más de 1000 vuelos de combate durante la batalla. El SADF se ve obligado por los MiGs a moverse solo de noche, y a enmascararse muy bien de día. Sus obuses G5 y G6 se retiran a zonas a 35km (22 millas) de Cuito, cercanas al máximo de su alcance. Solo de enero a marzo de 1988 los MiG-21 y MiG-23 cubanos cumplen 1283 misiones de vuelo por Cuito Cuanavale, realizando 722 misiones de bombardeo y 561 misiones de cobertura aérea, arrojan 358 t de bombas y 4000 cohetes C-5, además de otras municiones.

#### Guerra de Ogaden
Durante la guerra entre Etiopía y Somalia, conocida como la Guerra del Ogaden en los años 1977 y 1978, los cazas MiG-21 tuvieron una participación activa en manos de las fuerzas aéreas de los países contendientes. La Fuerza Aérea de Etiopía contaba con los cazas MiG-21BIS y F-5A/B/E y la Fuerza Aérea de Somalia contaba con los MiG-21PF y los MiG-17. En apoyo de la parte etíope actuó la Fuerza Aérea de Cuba, con un escuadrón de cazas MiG-21BIS y uno de cazas MiG-17.
Antes de la llegada de las agrupaciones cubanas, hubo algunos combates aéreos entre los cazas MiG-21PF de Somalia y los F-5 etíopes. Los pilotos etíopes manifestaron que los pilotos somalíes no presentaban combate y que los misiles de corto alcance del tipo AIM-9 Sidewinder no eran efectivos por lo que tuvieron que emplear los cañones de 20 mm. Los pilotos de los cazas F-5 etíopes, reclaman el derribo de 10 aviones MiG-21PF somalíes, Somalia reclama el derribo de cuatro MiG-21BIS etíopes, un bombardero Canberra y 3 trasportes Douglas DC-3. Las pérdidas reales en combates aéreos fueron de 4 MiG-21PF (dos derribados y dos chocan en el aire como consecuencia del combate) derribados por los F-5 etíopes y un F-5 derribado por los MiG-21PF de Somalia, que también derribaron un transporte Douglas DC-3.
La completa superioridad aérea contra Somalia se logra el día 27 de diciembre de 1977, cuando los cazas F-5 etíopes atacan las bases somalíes de Berbera y Gergueiza bajo la cobertura de los cazas MiG-21BIS de la FAR. En estas bases estaban agrupadas las fuerzas principales de aviación del ejército somalí y como resultado del ataque, pierden el 50% de sus aparatos, lo cual les negó la capacidad de realizar acciones aéreas de importancia durante toda la contienda. Los cazas MiG-21BIS cubanos no llegaron a combatir con los MiG-21PF somalos, en parte por el ataque a las bases y también porque los pilotos somalíes se negaban a combatir con los mismos.
Durante la estancia de los MiG-21BIS cubanos en suelo etíope, se realizaron dos combates de simulación entre los cazas MiG-17 y MiG-21 con los F-5. En el combate realizado entre el caza MiG-21BIS y el caza F-5E quedó demostrado que ese último posee la superioridad en los combates a baja altura y poca velocidad, contando con un menor radio de giro y una mayor aceleración. El MiG-21 es superior al F-5 en la trepada y en las maniobras a altas velocidades y mayor altura.
Los cazas MiG-21 de la Fuerza Aérea de Cuba atacaban las tropas somalíes en ofensiva y cubrían las brigadas de tanques propias en la defensa y en el ataque. Los MiG-21R aseguraban la exploración constante de las tropas somalíes y se mantenían sobre el campo de batalla indicando los objetivos a las escuadrillas de MiG-17 y de MiG-21BIS, que destruían los blindados, almacenes, infantería y la defensa antiaérea somalíes. Estos cazas de reconocimiento detectaron 136 objetivos en 120 vuelos. En general fueron cumplidas unas 1069 misiones, de las cuales la mitad corresponde a los MiG-21. Los somalíes fueron derrotados, perdiendo más de 4000 hombres y 60 tanques, y el 2 de febrero comienzan a retirarse hacia Jijiga.

#### Guerra civil de Libia
Los cazas MiG-21 de la Fuerza Aérea Libia entraron en servicio limitado en el 2011, durante la guerra civil libia. El 15 de marzo de 2011, un MiG-21bis y un MiG-21UM volado por pilotos libios desertores de la fuerza aérea que se unieron a la rebelión, volaron desde la Base Aérea de Ghardabiya (cerca de Sirte) y aterrizaron en el aeropuerto de Benina y pasaron a formar parte de la Fuerza Aérea Libia Libre. El 17 de marzo de 2011, después de quedar sin combustible, el MiG-21UM se estrelló después de despegar del aeropuerto de Benina.

### Rumanía

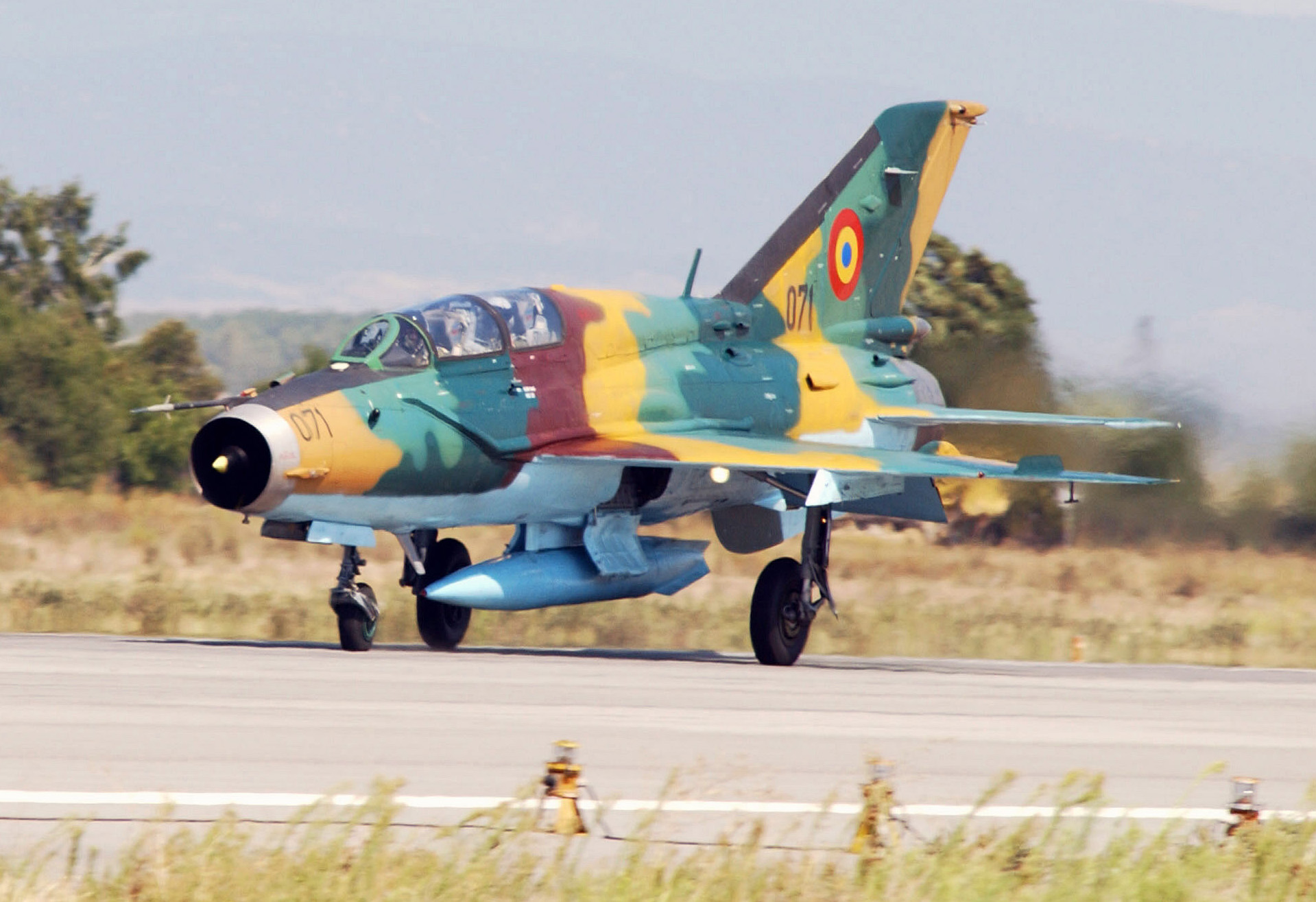
MiG-21 Lancer B, variante biplaza basada en el MiG-21UM, modernización rumana

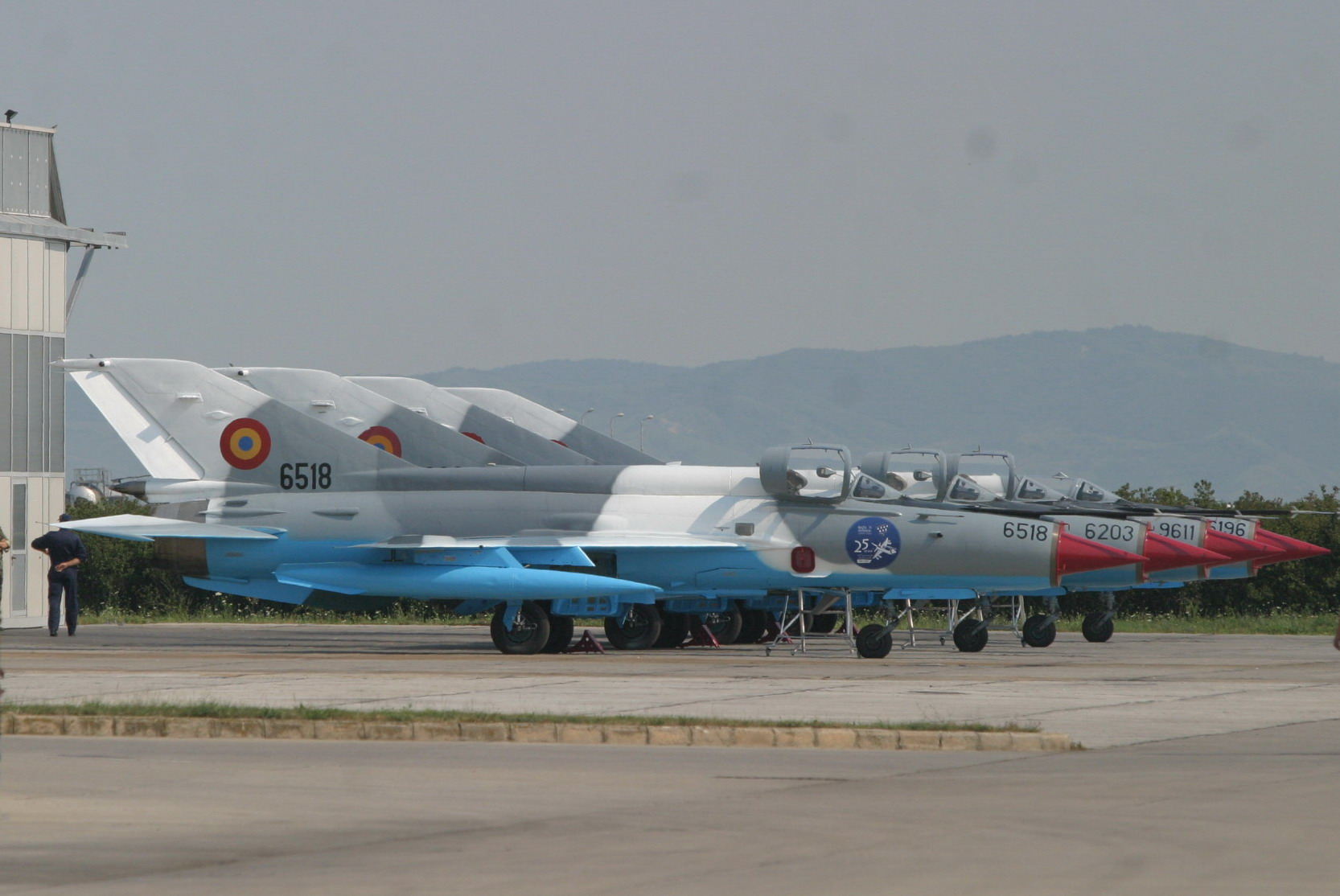
Línea de vuelo de cazas MiG-21 Lancer C de la Fuerza Aérea de Rumanía.

Al comienzo de 1993, Rusia denegó la entrega de piezas de repuesto para los cazas MiG-23 y MIG-29 de la Fuerza Aérea de Rumanía. Como resultado de esto se comenzó un programa que tenía como objetivo la modernización de los cazas MiG-21 en servicio, dado que esto era mucho más factible para los rumanos el mantener este tipo de avión que realizar la compra de cazas de nuevo modelo. Con la cooperación de la empresa israelí Elbit Systems y de la rumana Aerostar se comenzó la modernización de los cazas MiG-21MF, MiG-21BIS y MiG-21UM en un total de 110 aparatos a mejorar. La modernización se llamó con el nombre de MiG-21 Lancer en tres variantes, la “A”, basada en el MiG-21MF, la “B”, basada en el MiG-21UM y la “C”, basada en el MiG-21BIS. Hoy en día solo hay 48 aparatos modernizados operacionales. Este caza puede combinar armamentos occidentales y orientales y será remplazado en el 2012 por nuevos cazas como el F-16, el F/A-18, Eurofighter o el JAS 39 Gripen. Por un tiempo considerable , los MiG-21 Lancer se mantuvieron por un tiempo en la plantilla de la Fuerza Aérea de Rumanía, hasta la llegada de 17 de 24 aviones F-16 Bloque 52, faltándo solo su asignación oficial al servicio activo En la actualidad operan de 48 MiG-21 LanceR tan sólo 24 unidades, siendo reemplazados paulatinamente por los F-16 de segunda mano que están siendo adquiridos y entregados en el periodo 2019-2020, provenientes de Portugal y Holanda.

### Yugoslavia
Yugoslavia, compró su primer lote de MiG-21 a la Unión Soviética en 1962 y hasta la década de 1980 el país compró hasta 216 MiG-21 en nueve variantes. Entre 1964 y 1992, alrededor de 80 aviones se perdieron en accidentes. Las ramas aéreas de las fuerzas yugoslavas que funcionaban con el MiG-21 fueron el 204.º regimiento de la aviación de combate con base en la Base Aérea de Batajnica, el 117.º regimiento de la aviación de combate en la Base Aérea de Željava, el 83.º regimiento de combate de la aviación en la Base Aérea de Slatina, el 185.º escuadrón de cazabombarderos con base en Pula y el 129.º centro de formación de la base aérea de Batajnica.
Durante las primeras etapas de las guerras yugoslavas, el ejército yugoslavo utilizó MiG-21 como avión de ataque a tierra, mientras que las fuerzas croatas y eslovenas no tenían fuerzas aéreas al comienzo de la guerra. Numerosas aeronaves fueron trasladadas desde bases aéreas en Eslovenia, Croacia y Bosnia y Herzegovina a bases aéreas en Serbia. Los registros muestran por lo menos siete MiG-21 derribados por las defensas antiaéreas en Croacia y Bosnia.
Croacia adquirió tres MiG-21 en 1992 a través de deserciones de pilotos croatas que servían en el Ejército Popular Yugoslavo, dos de los cuales se perdieron en las acciones posteriores –uno abatido por las defensas aéreas de Serbia, y el otro en un accidente, al ser alcanzado por fuego amigo–. En 1993, Croacia compró cerca de 40 MiG-21, violando así el embargo de armas que pesaba sobre el país, pero solo 20 de ellos entraron en servicio, mientras que el resto se utilizaron para piezas de repuesto. Croacia, utilizó el único avión desertor que le quedaba para las misiones de ataque a tierra. El único enfrentamiento aire-aire de los MiG de Croacia fue un intento de interceptar un J-22 Oraos de las fuerzas aéreas de la República Srpska, durante una misión de ataque a tierra del 7 de agosto de 1995; sin embargo, en el enfrentamiento no se llegaron a producir disparos.
Los MiG-21 restantes fueron trasladados a Serbia en 1992 y continuaron su servicio en la recién creada República Federal de Yugoslavia. Durante el ataque de la OTAN contra Yugoslavia, en 1999, 33 MiG-21 fueron destruidos en tierra.

### Ases de MiG-21
Varios pilotos han obtenido el título de As al obtener 5 victorias o más volando los cazas MiG-21. Fueron:
| Pilotos                    | Derribos |
| -------------------------- | -------- |
| Ngyen Van Coc              | 9        |
| Phạm Thanh Ngan            | 8        |
| Nguyen Hong Nhị            | 8        |
| Mai Van Cuong              | 8        |
| Dang Ngọc Ngu              | 7        |
| Vu Ngọc Dinh               | 7        |
| Nguyen Ngọc Do             | 7        |
| Nguyen Nhat Chieu          | 7        |
| Le Thanh Dạo               | 6        |
| Nguyen Đang Kinh           | 6        |
| Nguyen Duc Soat            | 6        |
| Nguyen Tien Sam            | 6        |
| Vladim Petrovich Shchbakov | 6        |
| Nguyen Van Nghia           | 5        |

| Pilotos            | Derribos |
| ------------------ | -------- |
| M. Mansour (Siria) | 6        |
| B. Hamshu (Siria)  | 5        |
| A. el-Gar (Siria)  | 5        |

Debido a que no hay disponible información fidedigna sobre sus victorias totales, hay un grupo de pilotos cuyos derribos no pueden ser confirmados y que de serlo, esto los convertiría en ases, ellos son:
| Pilotos            | Derribos |
| ------------------ | -------- |
| S. A. Razak (Irak) | 4        |
| A. Wafai (Egipto)  | 4        |

## Especificaciones

### MiG-21F-13
Referencia datos: Gordon 2008.

### Características generales
- Tripulación: Uno (piloto)
- Longitud: 15,76 m (con tubo Pitot)
- Envergadura: 7,15 m
- Altura: 4,1 m
- Superficie alar: 23 m²
- Peso vacío: 4871 kg
- Peso cargado: 7100 kg
- Planta motriz: 1× turborreactor Tumansky R-11F-300.
  - Empuje normal: 37,3 kN (3801 kgf; 8380 lbf) de empuje.
  - Empuje con postquemador: 56,3 kN (5738 kgf; 12 650 lbf) de empuje.

### Rendimiento
- Velocidad máxima operativa (Vno): 2125 km/h (1320 MPH; 1147 kt) (Mach 2,05)
- Alcance: 1580 km (853 nmi; 982 mi)
- Radio de acción: 480 km
- Techo de vuelo: 19 000 m (62 336 ft)
- Régimen de ascenso: 235 m/s (46 259 ft/min)
- Límites de fuerzas soportadas: 8,5 G

### Armamento
- Cañones: 1× Nudelman-Rikhter NR-30 de calibre 30 mm con 60 proyectiles
- Puntos de anclaje: 3 pilones (1 central bajo el fuselaje y 2 subalares) para cargar una combinación de:  
  - Bombas: 

    - 2x bombas de propósito general FAB-100/FAB-250 kg
    - 2x tanques de napalm ZB-360

  - Cohetes: 

    - 2x cohetes C-24 de 240 mm
    - 2x contenedores UB-16-57U con 16 cohetes del tipo C-5

  - Misiles: 2× misiles aire-aire K-13/R-3S
  - Otros: 

    - 1x tanque de combustible externo PTB-490 de 490 litros en el pilón central

### Aviónica
- Radio: R-802
- Identificador amigo-enemigo (IFF): SRO-2 Khrom
- Radiogoniometría (ADF): ARK-10
- Receptor de alerta radar (RWR): SPO-2 Sirena-2
- Sistema de puntería: ASP-5ND
- Radar: SRD-5ND Kvant
- Transpondedor de control del tráfico aéreo (ATC): SOD-57M Globus-2

### MiG-21BIS
Referencia datos: Gordon 2008.

### Características generales
- Tripulación: 1 piloto

- Longitud: 15 m (con tubo Pitot)
- Envergadura: 7,15 m
- Altura: 4,12 m
- Superficie alar: 23 m²
- Peso vacío: 5339 kg
- Peso cargado: 8725 kg
- Planta motriz: 1× turborreactor Tumansky R-25-300.
  - Empuje normal: 40,2 kN (4100 kgf; 9040 lbf) de empuje.
  - Empuje con postquemador: 97,1 kN (9900 kgf; 21 825 lbf) de empuje.

### Rendimiento
- Velocidad máxima operativa (Vno): 2350 km/h (1460 MPH; 1269 kt) (Mach 2,2)
- Alcance: 1210 km (653 nmi; 752 mi) con combustible interno
- Radio de acción: 640 m (2100 ft)
- Techo de vuelo: 17 800 m (58 399 ft)
- Régimen de ascenso: 235 m/s (46 259 ft/min)

### Armamento
- Cañones: 1× Gryazev-Shipunov GSh-23-2L de 23 mm con 200 proyectiles

- Puntos de anclaje: 5 pilones (1 central debajo del fuselaje y 4 subalares) para cargar una combinación de:  
  - Bombas: 

    - 4/8 bombas de propósito general FAB-100/250/OFAB-100 kg

  - Cohetes: 

    - 4x contenedores UB-16-57U de 16 cohetes C-5M o C-5KO
    - 4x cohetes C-24 de 240 mm

  - Misiles: 

    - Misiles aire-aire:
      - 4x R-3S/R-3R/R-13M
      - 4x R-55
      - 4x R-60/R-60M montados por parejas en los pilones alares externos

    - Misiles aire-superficie:
      - 4x Kh-66

  - Otros: 

    - 1x tanque de combustible externo PTB-800 de 800 litros en el pilón central
    - 3x tanques de combustible externo PTB-490 de 490 litros en los pilones subalares externos y en el central
    - 1x impulsor JATO SPRD-99 en el pilón central

### Aviónica
- Radio: RSIU-5V
- Identificador amigo-enemigo (IFF): SRZO-2M Khrom-Nikel'
- Radiogoniometría (ADF): ARK-10
- Receptor de alerta radar (RWR): SPO-10
- Sistema de puntería: ASP-PFD-M
- Radar: RP-22M
- Transpondedor de control del tráfico aéreo (ATC): SOD-57M Globus-2

### Desarrollos relacionados
- Mikoyan-Gurevich E-8
- Sujói Su-9
- Chengdu J-7
- Guizhou JL-9
- Chengdu/PAC JF-17 Thunder

### Aeronaves similares
- Lockheed F-104 Starfighter
- Convair F-102 Delta Dagger
- Republic F-105 Thunderchief
- McDonnell Douglas F-4 Phantom II
- Northrop F-5 Freedom Fighter/Tiger II
- Dassault Mirage III
- Saab 35 Draken
- Saab 37 Viggen
- IAI Kfir
- English Electric Lightning
- Avro Canada CF-105 Arrow

### Secuencias de designación
- Aviones de caza de Mikoyan-Gurevich/Mikoyan: MiG-1 • MiG-3 • MiG-9 • MiG-15 • MiG-17 • MiG-19 • MiG-21 • MiG-23 • MiG-25 • MiG-29 • MiG-31 • MiG-33 • MiG-35